# Olympische Sommerspiele 2016/Leichtathletik – 5000 m (Männer)

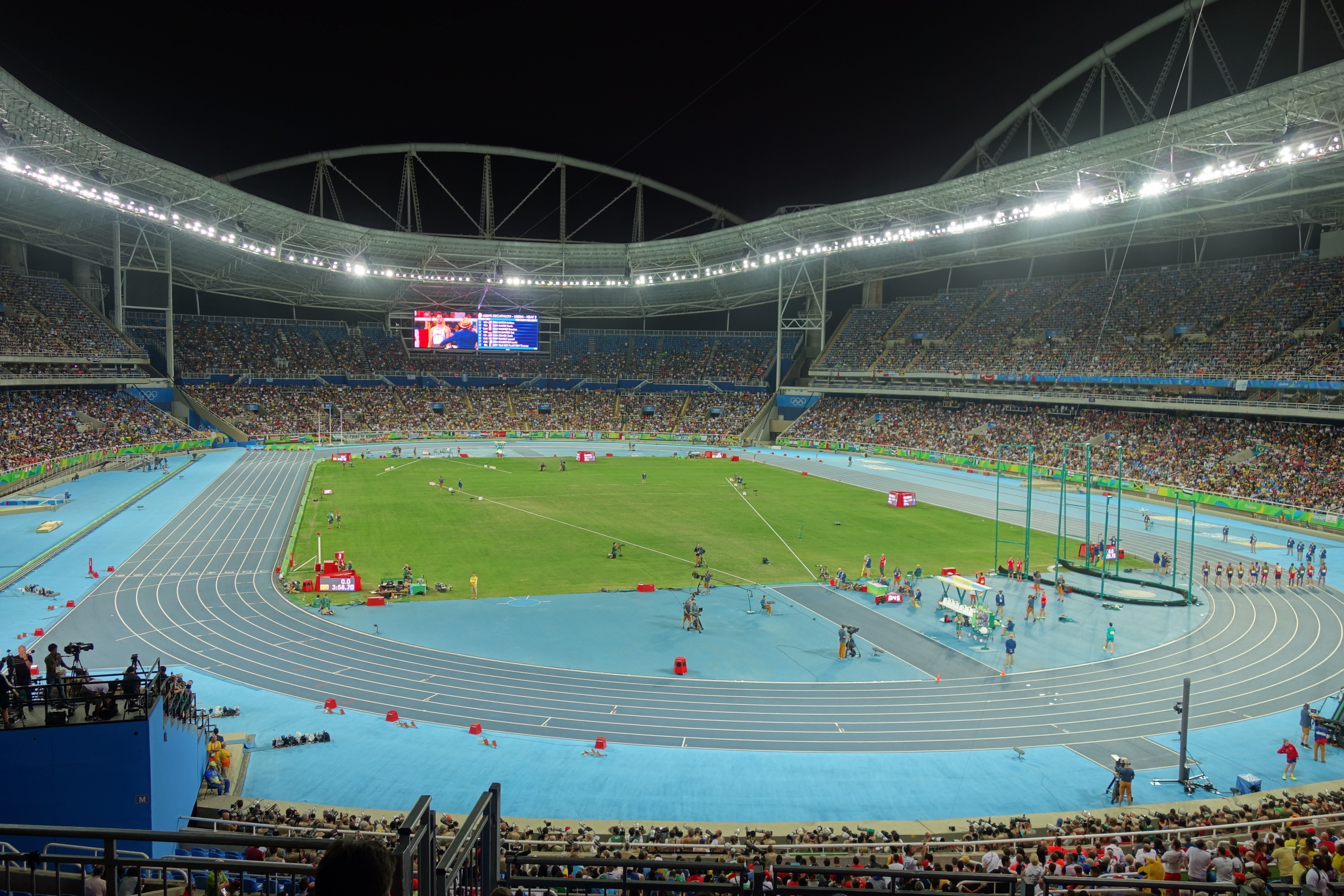
Innenraum des Estádio Olímpico João Havelange während der Spiele von Rio

Der 5000-Meter-Lauf der Männer bei den Olympischen Spielen 2016 in Rio de Janeiro wurde am 17. und 20. August 2016 im Estádio Olímpico João Havelange ausgetragen. 51 Athleten nahmen teil.
Olympiasieger wurde Mo Farah aus Großbritannien. Er gewann vor dem US-Amerikaner Paul Chelimo und dem Äthiopier Hagos Gebrhiwet.
Für Deutschland starteten Florian Orth und Richard Ringer, die beide im Vorlauf ausschieden.

Athleten aus der Schweiz, Österreich und Liechtenstein nahmen nicht teil.

## Aktuelle Titelträger
| Olympiasieger                         | Mo Farah ( Großbritannien)  | 13:41,66 min | London 2012    |
| Weltmeister                           | Mo Farah ( Großbritannien)  | 13:50,38 min | Peking 2015    |
| Europameister                         | Ilias Fifa ( Spanien)       | 13:40,85 min | Amsterdam 2016 |
| Nord-/Zentralamerika-/Karibik-Meister | Lopez Lomong ( USA)         | 13:57,53 min | San José 2015  |
| Südamerika-Meister                    | Víctor Aravena ( Chile)     | 14:06,14 min | Lima 2015      |
| Asienmeister                          | Mohamad al-Garni ( Katar)   | 13;34,47 min | Wuhan 2015     |
| Afrikameister                         | Douglas Kipserem ( Kenia)   | 13:13,35 min | Durban 2016    |
| Ozeanienmeister                       | Joshua Torley ( Australien) | 15:34,31 min | Cairns 2015    |

## Rekorde

### Bestehende Rekorde
| Weltrekord         | Kenenisa Bekele ( Äthiopien) | 12:37,35 min | Hengelo, Niederlande                  | 31. Mai 2004    |
| Olympischer Rekord | Kenenisa Bekele ( Äthiopien) | 12:57,82 min | Finale OS Peking, Volksrepublik China | 23. August 2008 |

Der bestehende olympische Rekord wurde bei diesen Spielen nicht erreicht. Die beste Zeit erzielte im Finale am 20. August der britische Olympiasieger Mo Farah mit 13:03,30 min. Den Rekord verfehlte er damit um 5,48 Sekunden. Zum Weltrekord fehlten ihm 25,95 Sekunden.

### Rekordverbesserung
Es wurde ein Landesrekord aufgestellt:

13:23,20 min – David Torrence (Peru), zweiter Vorlauf am 17. August
Anmerkung:
Alle Zeitangaben sind auf die Ortszeit Rio (UTC-3) bezogen.

## Doping
In diesem Wettbewerb gab es einen nachträglich geahndeten Dopingfall:

Der im Vorlauf ausgeschiedene Mukhlid al-Otaibi aus Saudi-Arabien war kur vor Beginn der Spiele von Rio positiv auf CERA, einem Erythropoetin (EPO)-Derivat, getestet worden. 2020 wurde er vom Weltleichtathletikverband offiziell disqualifiziert.

## Vorrunde
Die Athleten traten zu insgesamt zwei Vorläufen an. Für das Finale qualifizierten sich pro Lauf die ersten fünf Läufer (hellblau unterlegt). Darüber hinaus kamen die fünf Zeitschnellsten, die sogenannten Lucky Loser (hellgrün unterlegt), weiter.

### Vorlauf 1
17. August 2016, 10:05 Uhr
Während des Rennens kam es zu einem Zwischenfall in der letzten Runde, bei dem der US-Läufer Hassan Mead und der Brite Mo Farah nach einem Kontakt ins Stolpern kamen. Farah konnte sich halten, während Mead zu Boden stürzte. Beide setzten das Rennen fort. Nach einem Protest der US-Vertreter wurde Mead wegen der entstandenen Benachteiligung für das Finale zugelassen.
- Caleb Ndiku – ausgeschieden
als Sechster des ersten Vorlaufs
- Hayle İbrahimov – ausgeschieden
als Siebter des ersten Vorlaufs

| Platz | Name                 | Nation         | Zeit (min) | Anmerkung                 |
| ----- | -------------------- | -------------- | ---------- | ------------------------- |
| 1     | Hagos Gebrhiwet      | Äthiopien      | 13:24,65   |                           |
| 2     | Albert Rop           | Bahrain        | 13:24,95   |                           |
| 3     | Mo Farah             | Großbritannien | 13:25,25   |                           |
| 4     | Joshua Cheptegei     | Uganda         | 13:25,70   |                           |
| 5     | Bernard Lagat        | USA            | 13:26,02   |                           |
| 6     | Caleb Ndiku          | Kenia          | 13:26,63   |                           |
| 7     | Hayle İbrahimov      | Aserbaidschan  | 13:27,11   |                           |
| 8     | Aron Kifle           | Eritrea        | 13:29,45   |                           |
| 9     | Ilias Fifa           | Spanien        | 13:30,23   |                           |
| 10    | Kemoy Campbell       | Jamaika        | 13:30,32   |                           |
| 11    | Jacob Kiplimo        | Uganda         | 13:30,40   |                           |
| 12    | Charles Muneria      | Kenia          | 13:30,95   |                           |
| 13    | Hassan Mead          | USA            | 13:34,27   | für das Finale zugelassen |
| 14    | Younès Essalhi       | Marokko        | 13:41,41   |                           |
| 15    | Namakoe Nkhasi       | Lesotho        | 13:41,92   |                           |
| 16    | Bashir Abdi          | Belgien        | 13:42,83   |                           |
| 17    | Olivier Irabaruta    | Burundi        | 13:44,08   |                           |
| 18    | Sam McEntee          | Australien     | 13:50,55   |                           |
| 19    | Lucas Bruchet        | Kanada         | 14:02,02   |                           |
| 20    | Richard Ringer       | Deutschland    | 14:05,01   |                           |
| 21    | Kōta Murayama        | Japan          | 14:26,72   |                           |
| 22    | Hari Kumar Rimal     | Nepal          | 14:54,42   |                           |
| 23    | Mohamed Daud Mohamed | Somalia        | 14:57,84   |                           |
| 23    | Rosefelo Siosi       | Salomonen      | 15:47,76   |                           |
| DOP   | Mukhlid al-Otaibi    | Saudi-Arabien  | 14:18,48   | [ 2 ]                     |

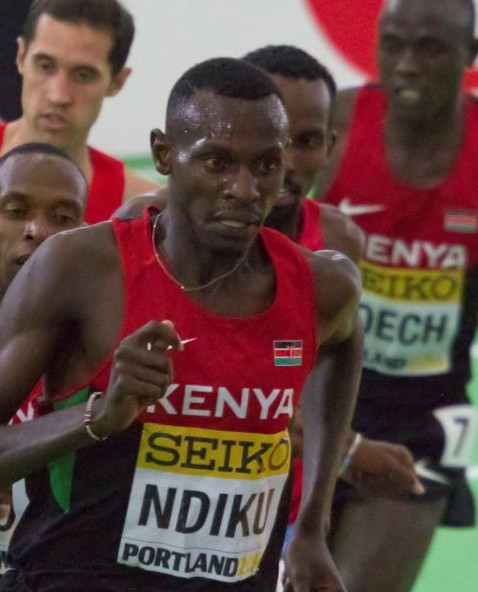
Caleb Ndiku – ausgeschieden als Sechster des ersten Vorlaufs
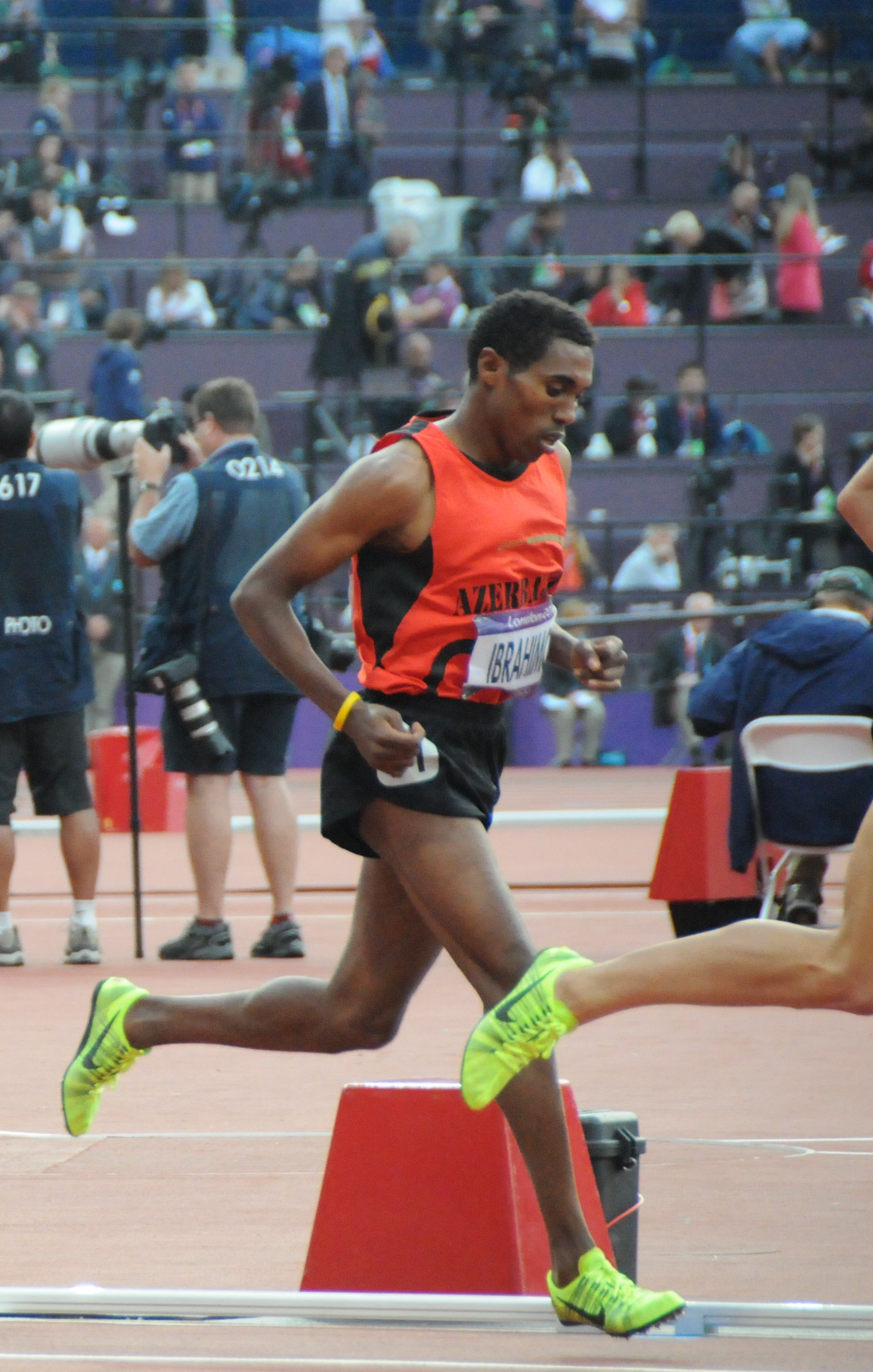
Hayle İbrahimov – ausgeschieden als Siebter des ersten Vorlaufs

Weitere im ersten Vorlauf ausgeschiedene Läufer:

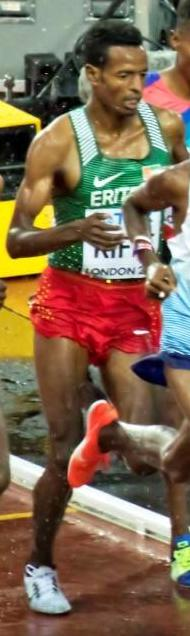
Aron Kifle – Rang acht
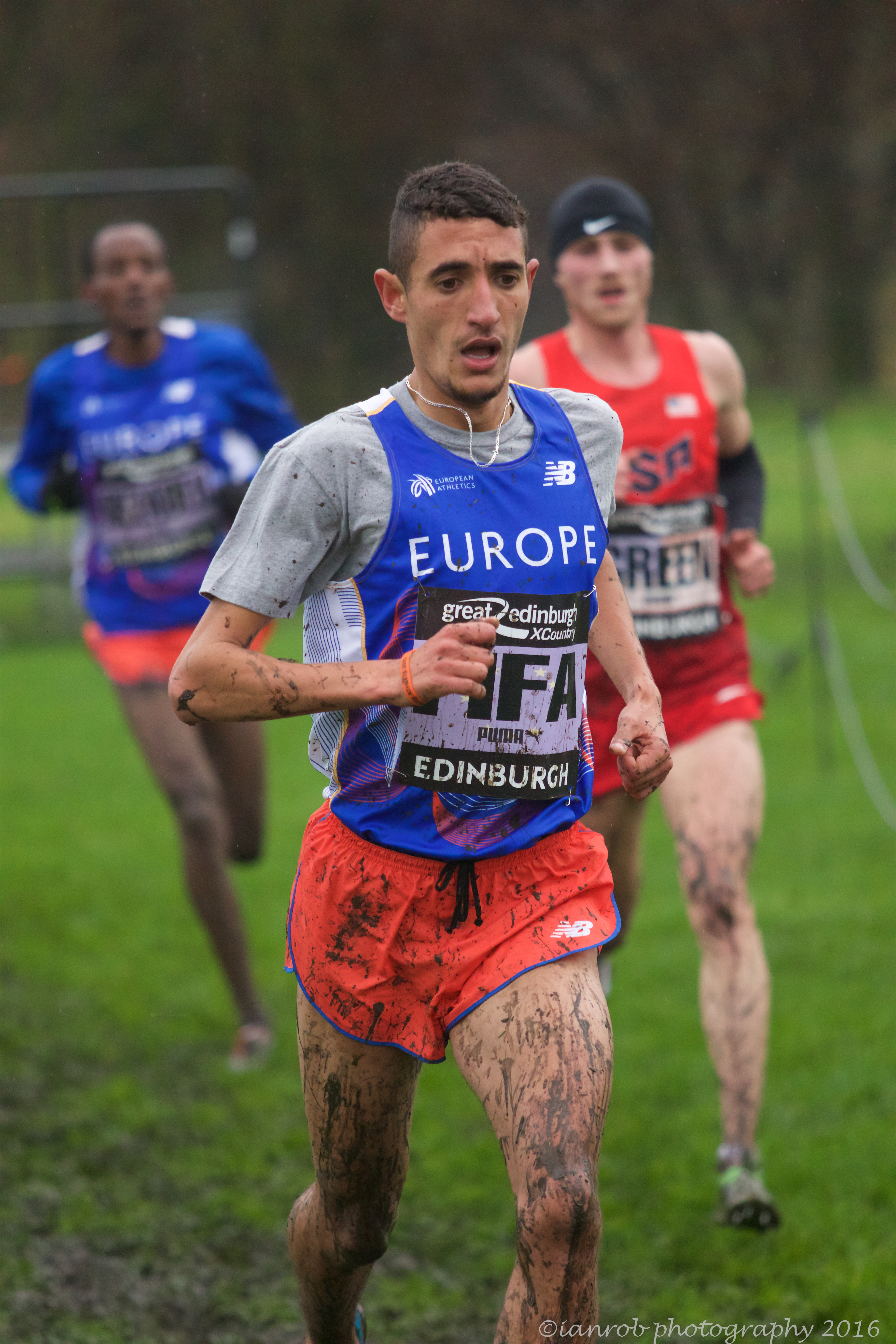
Ilias Fifa – Rang neun
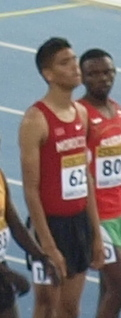
Younès Essalhi – Rang vierzehn
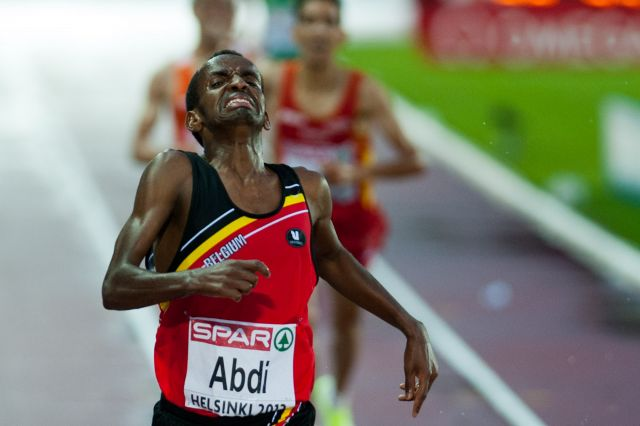
Bashir Abdi belegte – Rang sechzehn
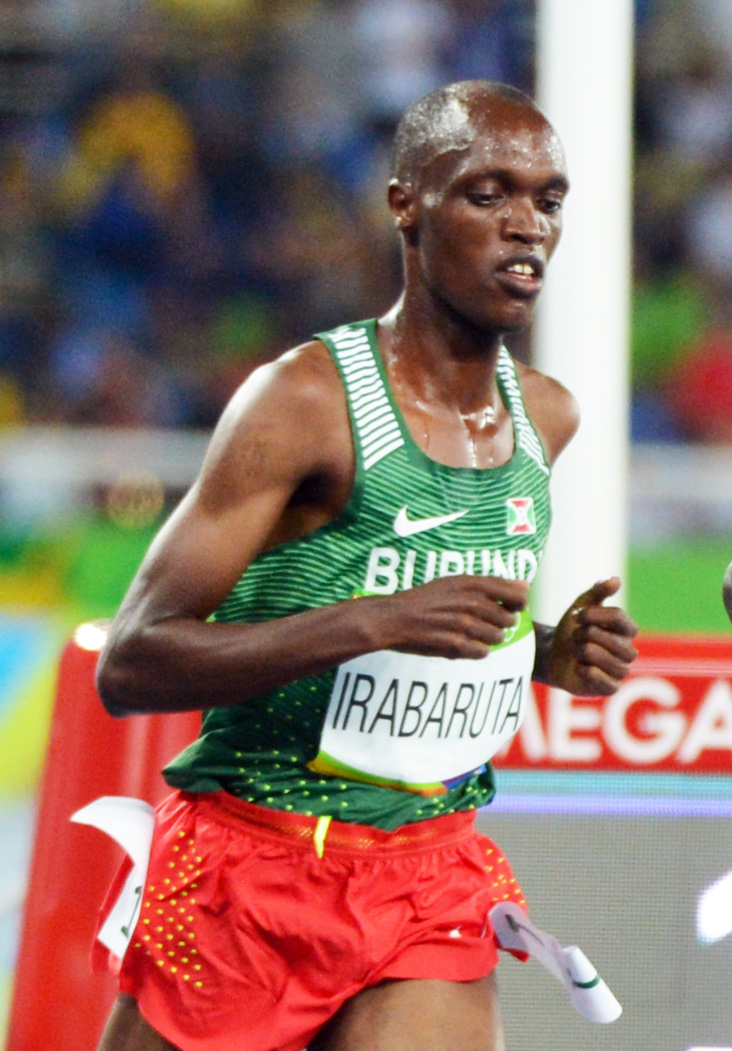
Olivier Irabaruta – Rang siebzehn
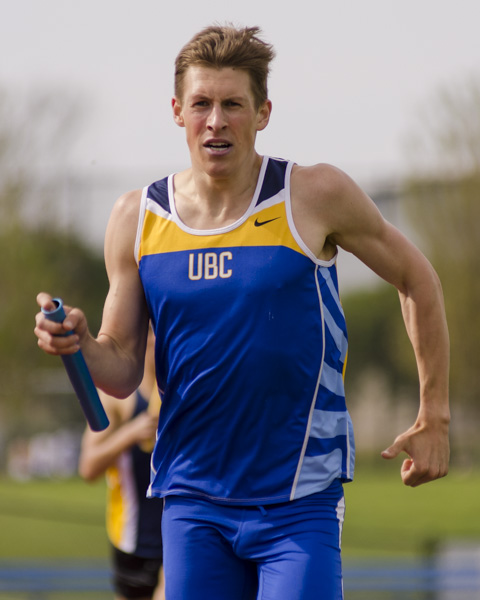
Lucas Bruchet – Rang neunzehn
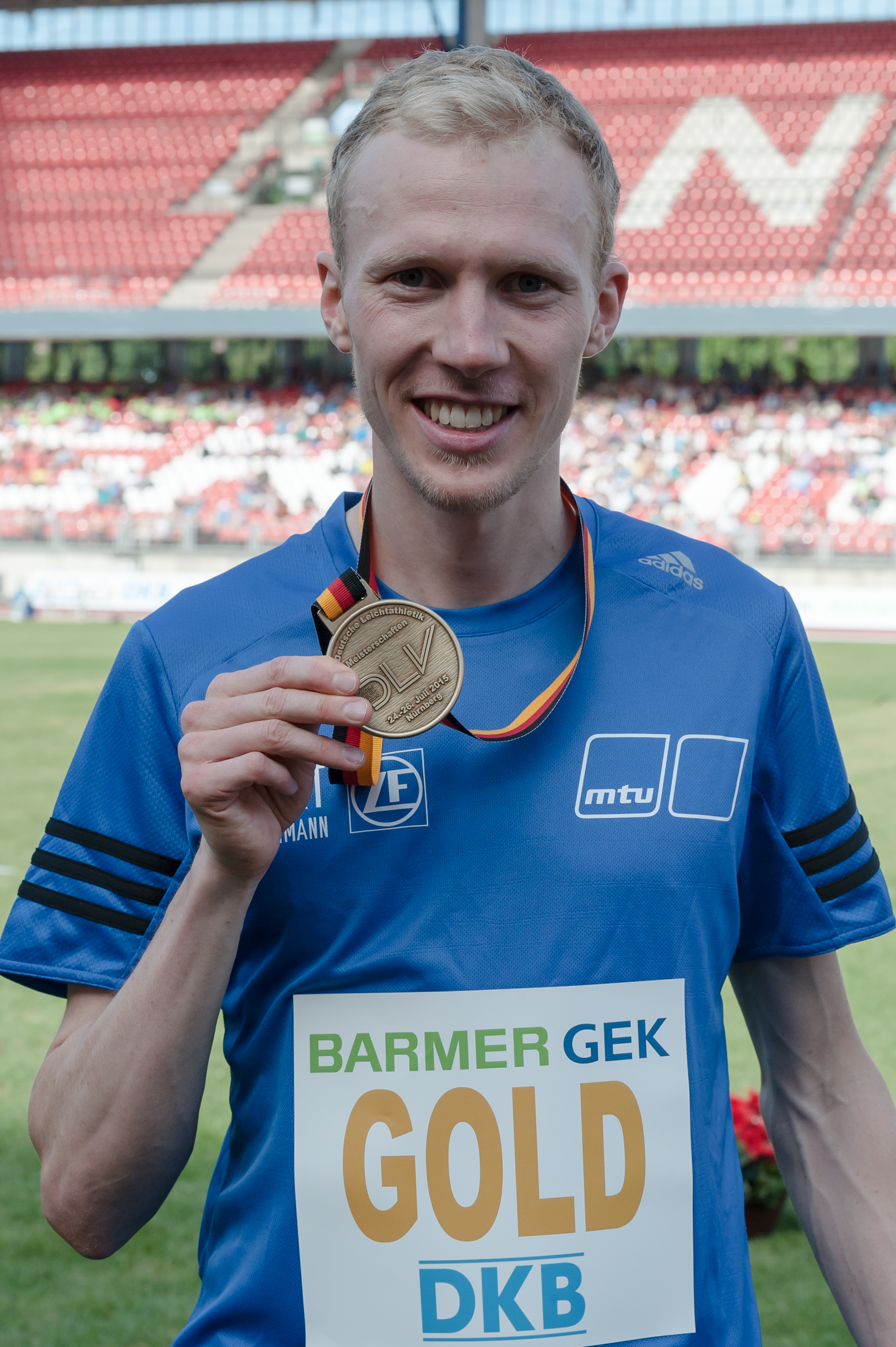
Richard Ringer – Rang zwanzig
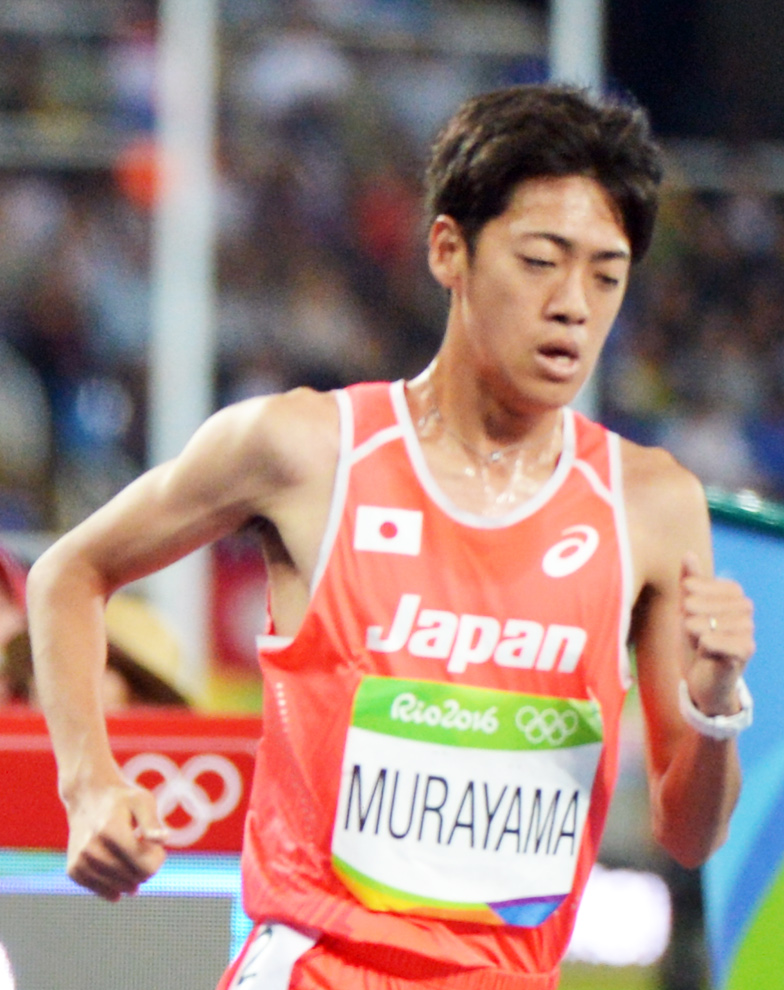
Kōta Murayama – Rang 21

### Vorlauf 2
17. August 2016, 10:27 Uhr
| Platz | Name                | Nation                | Zeit (min) | Anmerkung |
| ----- | ------------------- | --------------------- | ---------- | --------- |
| 1     | Paul Chelimo        | USA                   | 13:19,54   |           |
| 2     | Muktar Edris        | Äthiopien             | 13:19,65   |           |
| 3     | Dejen Gebremeskel   | Äthiopien             | 13:19,67   |           |
| 4     | Birhanu Balew       | Bahrain               | 13:19,83   |           |
| 5     | Andrew Butchart     | Großbritannien        | 13:20,08   |           |
| 6     | Mohammed Ahmed      | Kanada                | 13:21,00   |           |
| 7     | Elroy Gelant        | Südafrika             | 13:22,00   |           |
| 8     | Abrar Osman         | Eritrea               | 13:22,56   |           |
| 9     | Brett Robinson      | Australien            | 13:22,81   |           |
| 10    | David Torrence      | Peru                  | 13:23,20   | NR        |
| 11    | Phillip Kipyeko     | Uganda                | 13:24,66   |           |
| 12    | Isiah Koech         | Kenia                 | 13:25,15   |           |
| 13    | Patrick Tiernan     | Australien            | 13:28,48   |           |
| 14    | Florian Orth        | Deutschland           | 13:28,88   |           |
| 15    | Hiskel Tewelde      | Eritrea               | 13:30,23   |           |
| 16    | Suguru Ōsako        | Japan                 | 13:31,45   |           |
| 17    | Adel Mechaal        | Spanien               | 13:34,42   |           |
| 18    | Soufiane Bouqantar  | Marokko               | 13:56,55   |           |
| 19    | Ali Kaya            | Türkei                | 14:05,34   |           |
| 20    | Tom Farrell         | Großbritannien        | 14:11,65   |           |
| 21    | Tariq Ahmed al-Amri | Saudi-Arabien         | 14:26,90   |           |
| 22    | Antonio Abadía      | Spanien               | 14:33,20   |           |
| 23    | Kefasi Chitsala     | Malawi                | 14:52,89   |           |
| 24    | San Naing           | Myanmar               | 15:51,05   |           |
| 25    | Romário Leitão      | São Tomé und Príncipe | 15:53,32   |           |
| DNF   | Zouhaïr Awad        | Bahrain               |            |           |

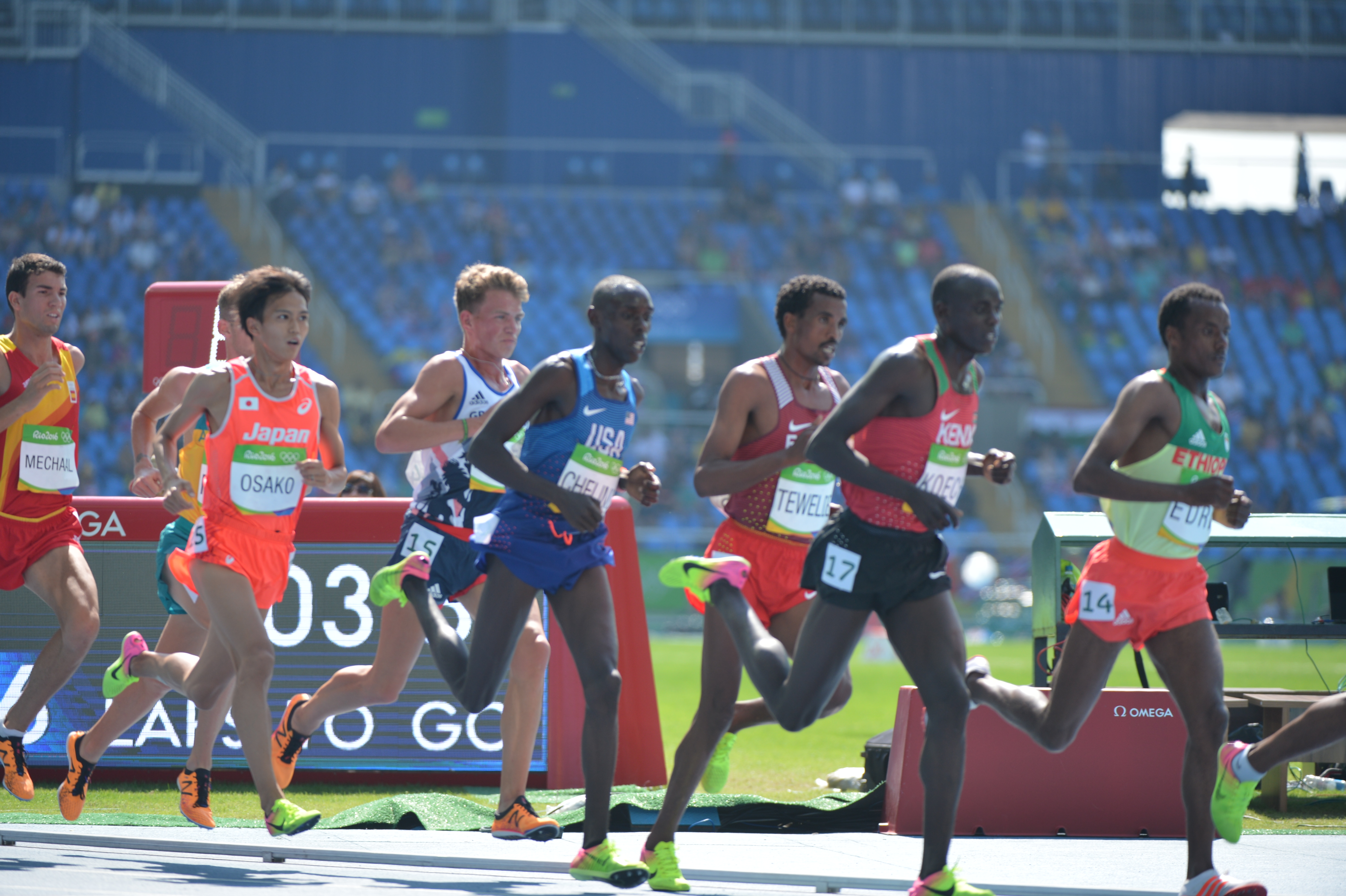
Szene aus dem zweiten Vorlauf:
Muktar Edris vor Isiah Koech, Hiskel Tewelde, Paul Chelimo, Andrew Butchart, Suguru Ōsako und Adel Mechaal

Im zweiten Vorlauf ausgeschiedene Läufer:

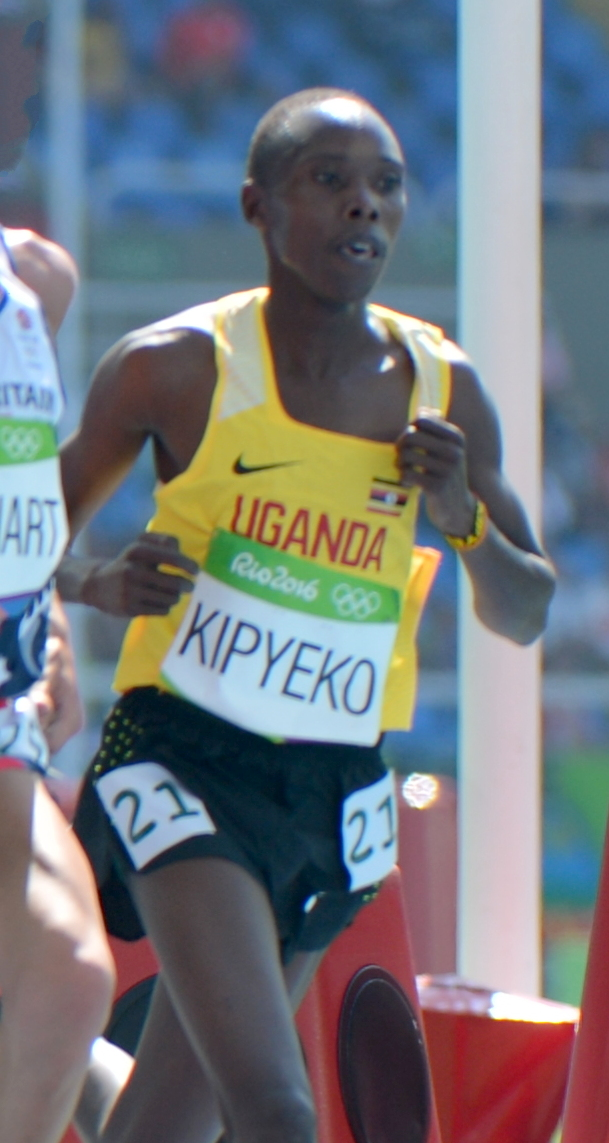
Phillip Kipyeko – Rang elf
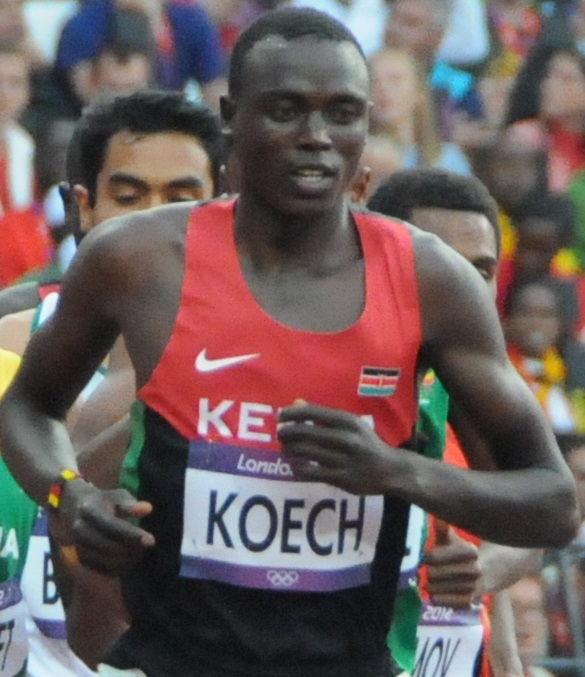
Isiah Koech – Rang zwölf
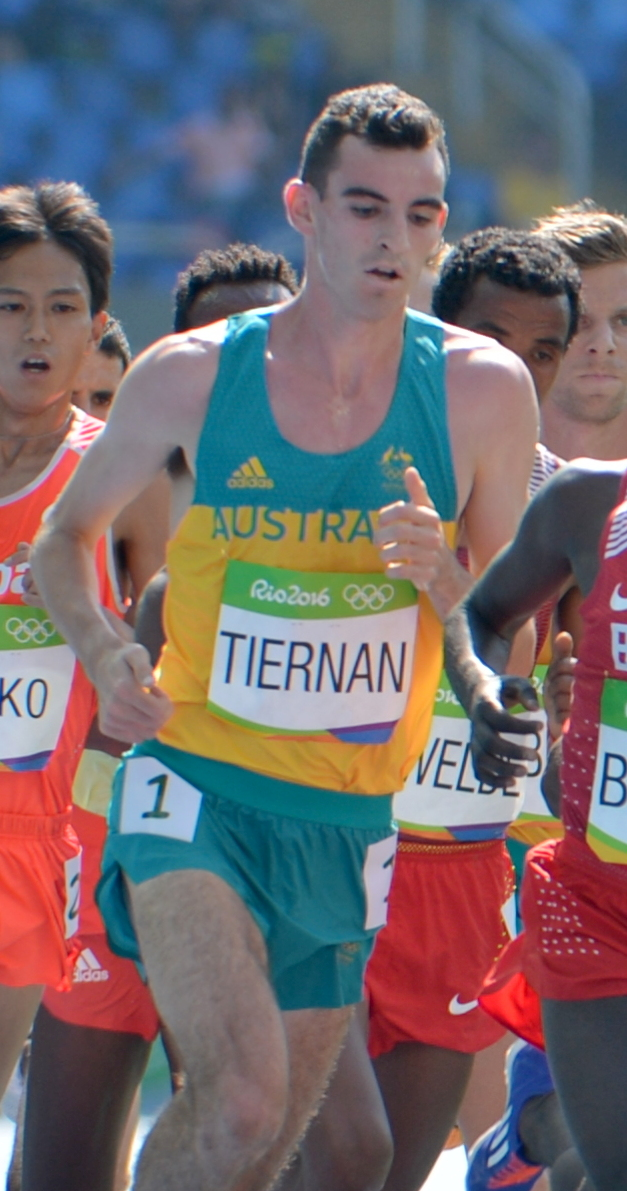
Patrick Tiernan – Rang dreizehn
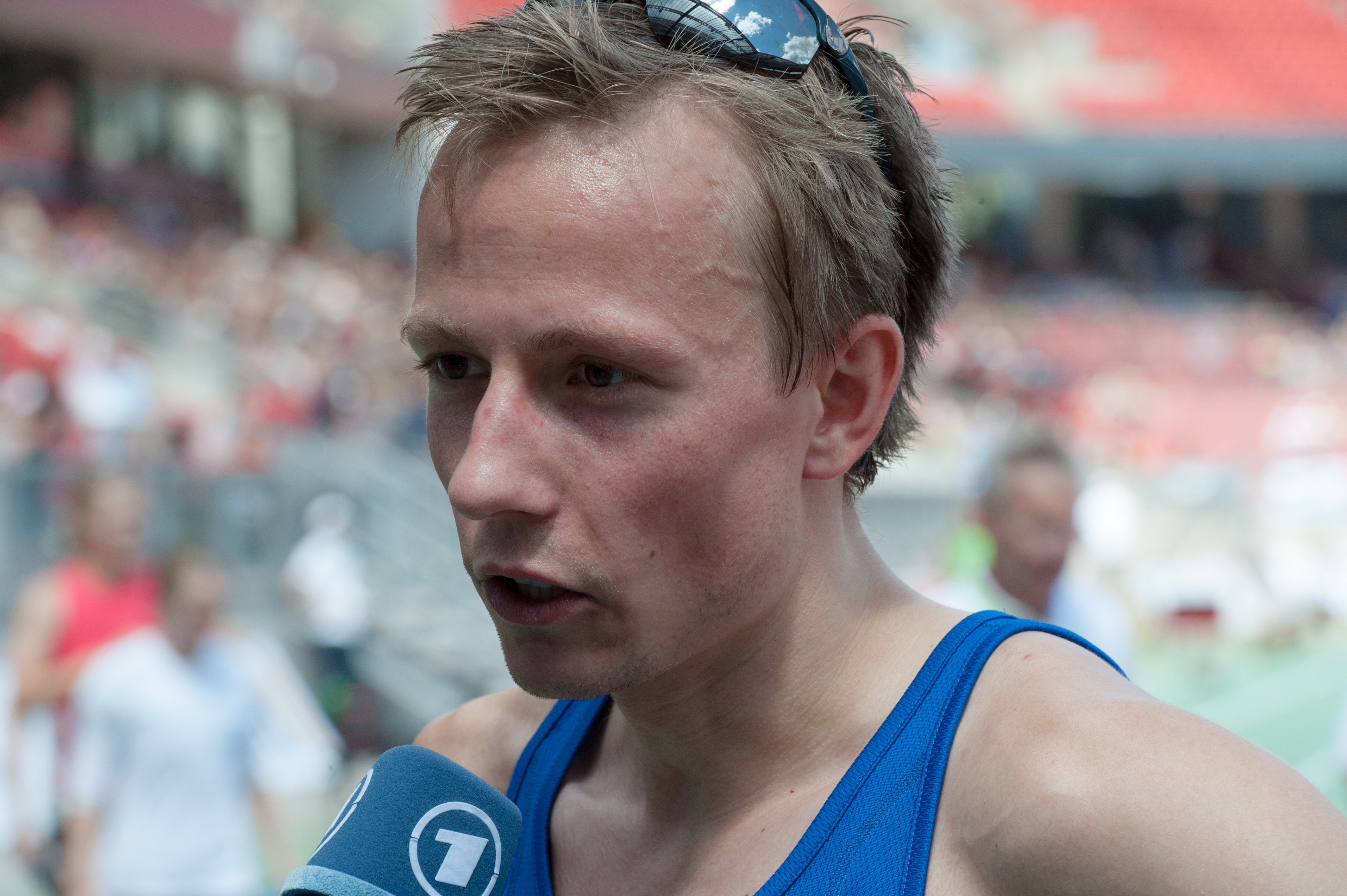
Florian Orth – Rang vierzehn
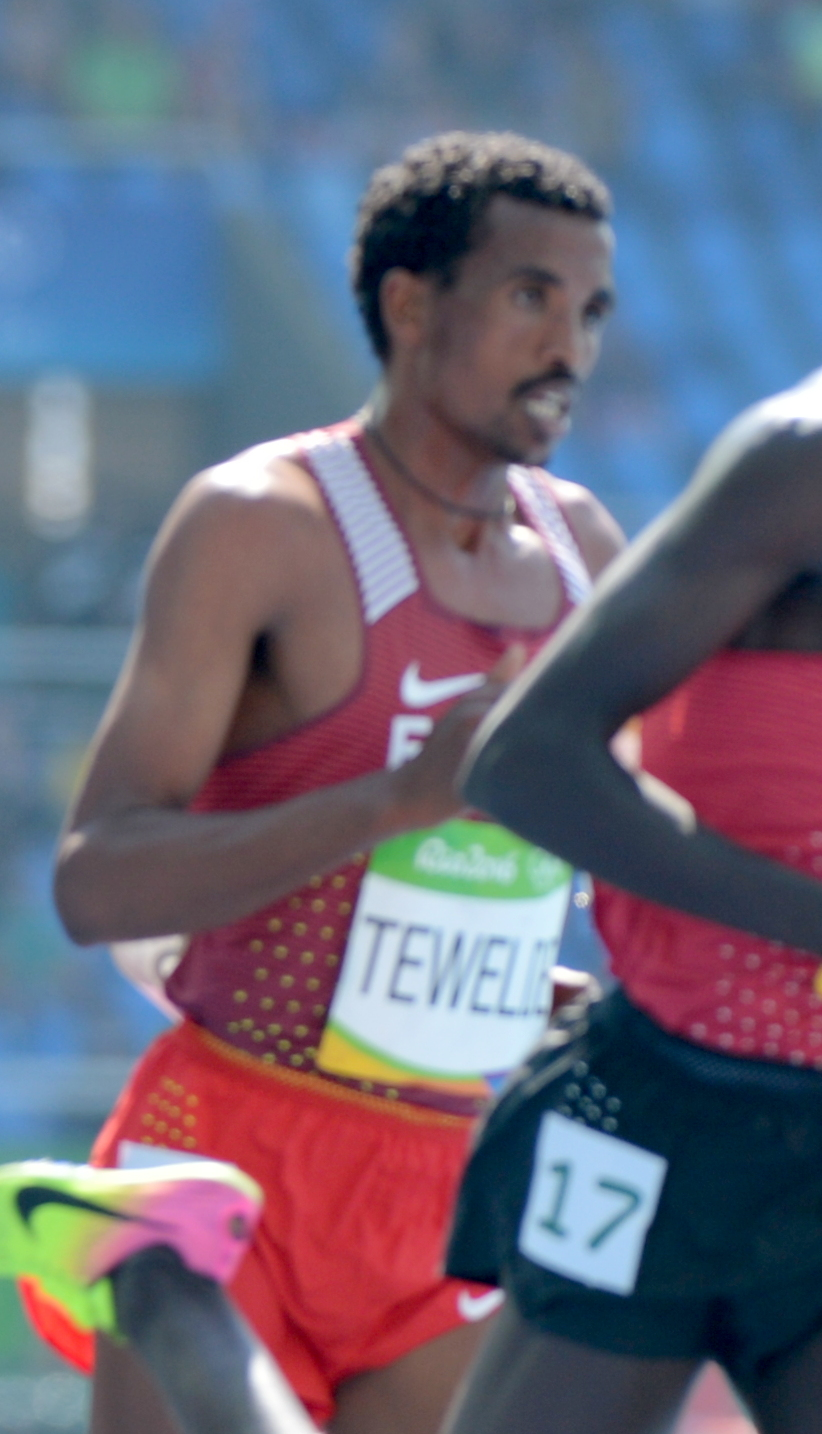
Hiskel Tewelde – Rang fünfzehn
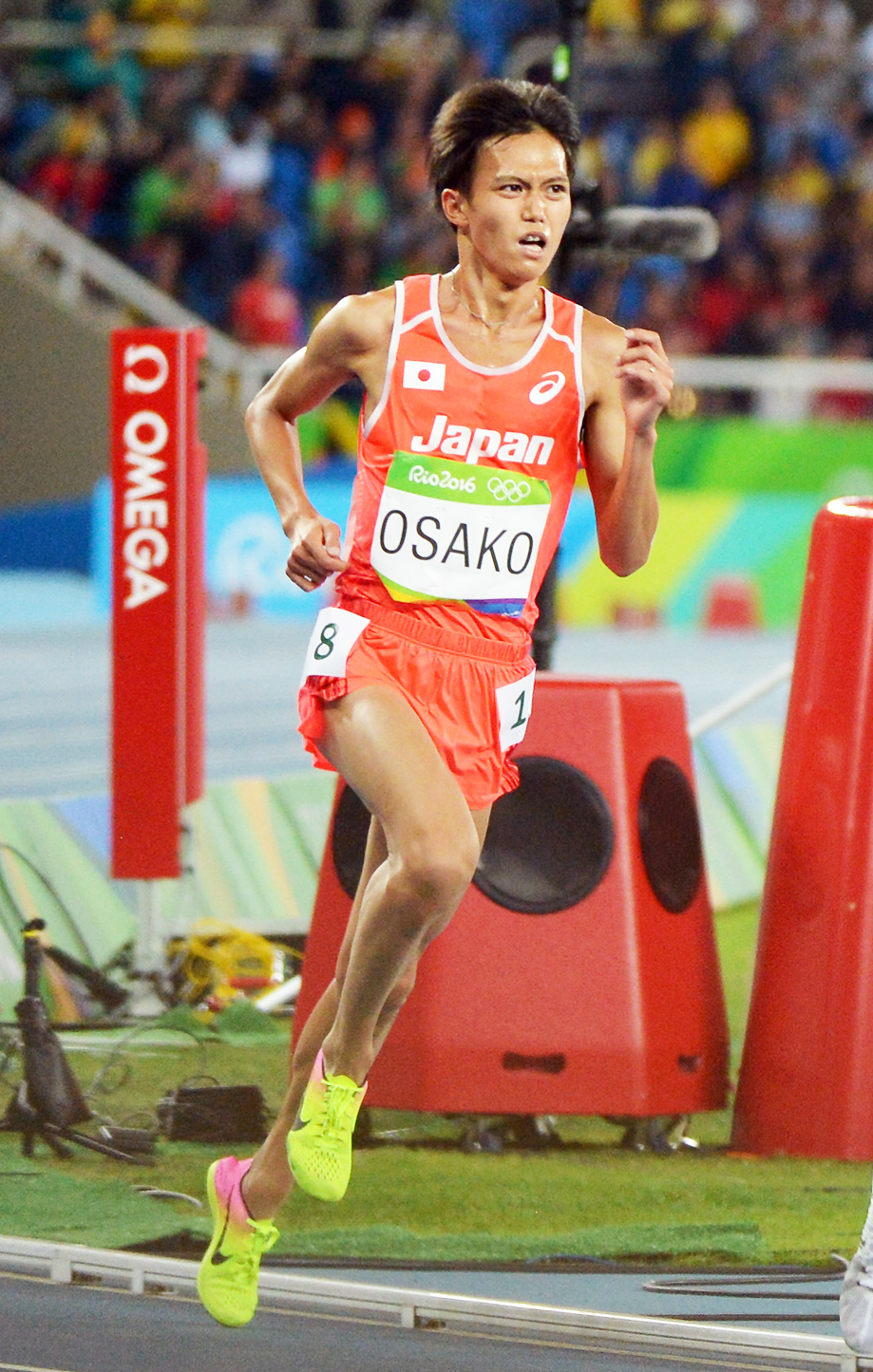
Suguru Ōsako – Rang sechzehn
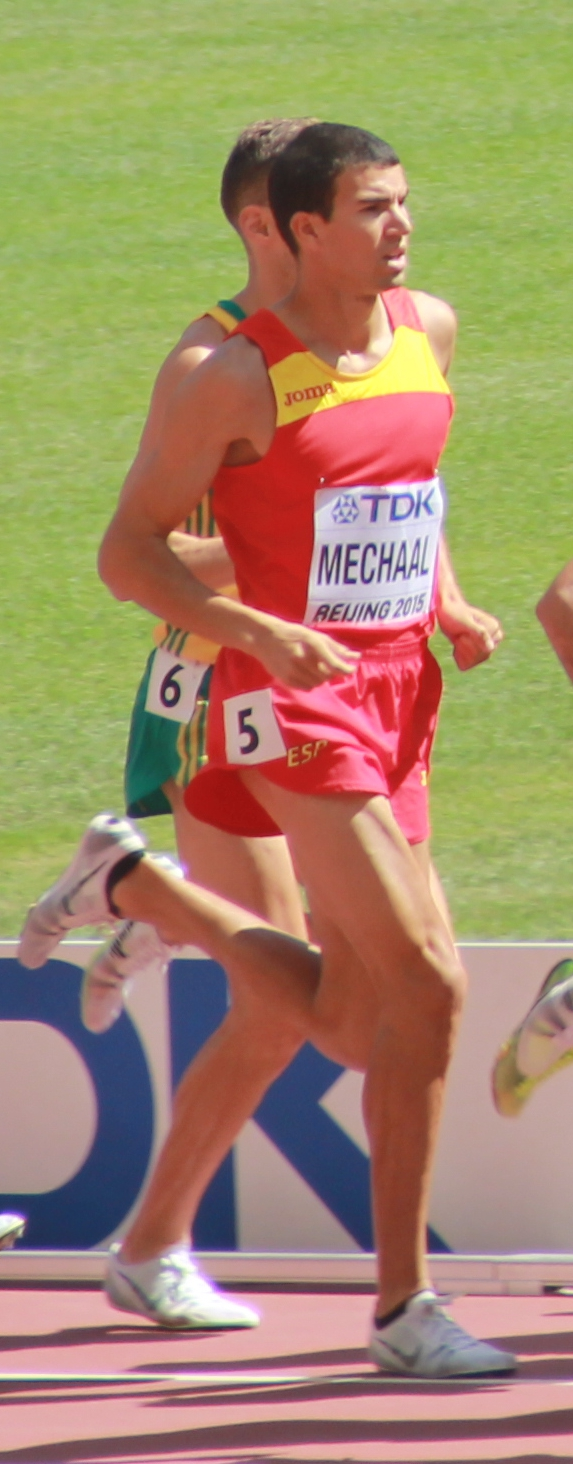
Adel Mechaal – Rang siebzehn
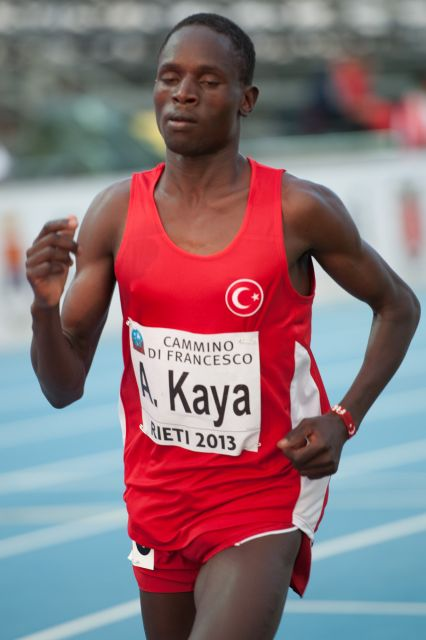
Ali Kaya – Rang neunzehn
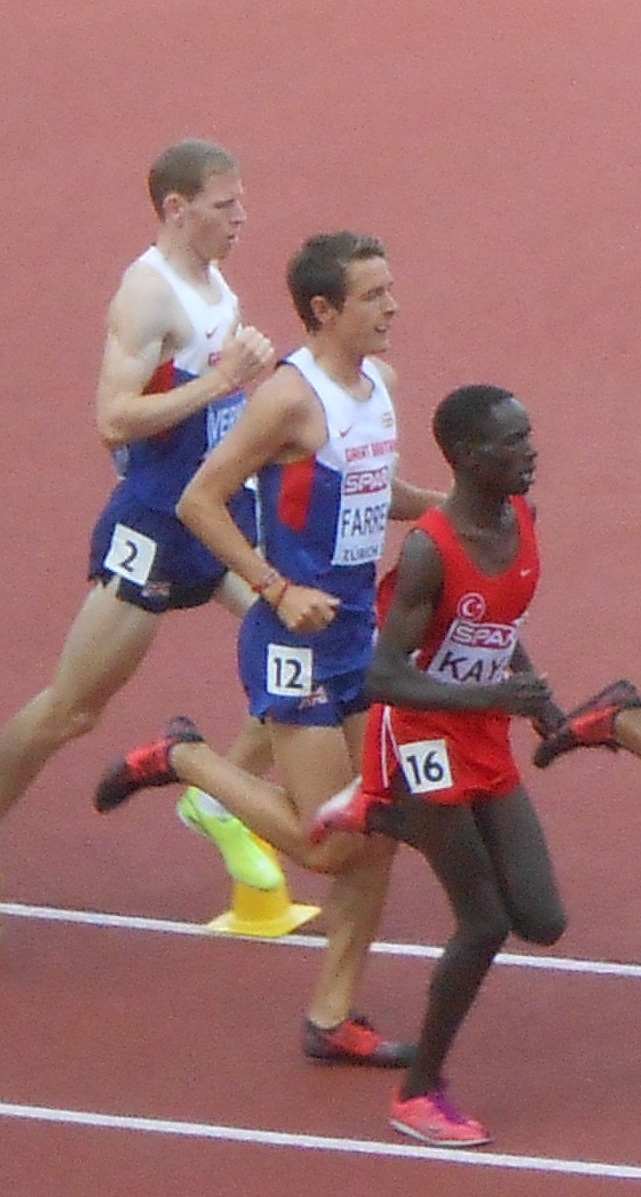
Tom Farrell (Mitte) – Rang zwanzig
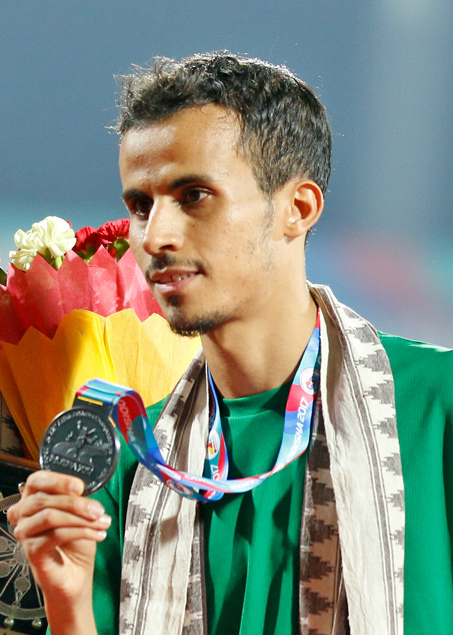
Tariq Ahmed al-Amri – Rang 21

## Finale
20. August 2016, 21:30 Uhr
| Zwischenzeiten      | Zwischenzeiten | Zwischenzeiten    | Zwischenzeiten |
| Zwischenzeit- Marke | Zwischenzeit   | Führender         | 1000-m-Zeit    |
| ------------------- | -------------- | ----------------- | -------------- |
| 1000 m              | 2:37,40 min    | Dejen Gebremeskel | 2:37,40 min    |
| 2000 m              | 5:15,96 min    | Hagos Gebrhiwet   | 2:38,56 min    |
| 3000 m              | 7:57,15 min    | Dejen Gebremeskel | 2:41,19 min    |
| 4000 m              | 10:39,38 min   | Mo Farah          | 2:42,23 min    |
| 5000 m              | 13:03,30 min   | Mo Farah          | 2:23,92 min    |

| Platz | Name              | Nation         | Zeit (min) | Anmerkung                                               |
| ----- | ----------------- | -------------- | ---------- | ------------------------------------------------------- |
| 1     | Mo Farah          | Großbritannien | 13:03,30   |                                                         |
| 2     | Paul Chelimo      | USA            | 13:03,90   |                                                         |
| 3     | Hagos Gebrhiwet   | Äthiopien      | 13:04,35   |                                                         |
| 4     | Mohammed Ahmed    | Kanada         | 13:05,94   |                                                         |
| 5     | Bernard Lagat     | USA            | 13:06,78   |                                                         |
| 6     | Andrew Butchart   | Großbritannien | 13:08,61   |                                                         |
| 7     | Albert Rop        | Bahrain        | 13:08,79   |                                                         |
| 8     | Joshua Cheptegei  | Uganda         | 13:09,17   |                                                         |
| 9     | Birhanu Balew     | Bahrain        | 13:09,26   |                                                         |
| 10    | Abrar Osman       | Eritrea        | 13:09,56   |                                                         |
| 11    | Hassan Mead       | USA            | 13:09,81   |                                                         |
| 12    | Dejen Gebremeskel | Äthiopien      | 13:15,91   |                                                         |
| 13    | Elroy Gelant      | Südafrika      | 13:17,47   |                                                         |
| 14    | Brett Robinson    | Australien     | 13:32,30   |                                                         |
| 15    | David Torrence    | Peru           | 13:43,12   |                                                         |
| DSQ   | Muktar Edris      | Äthiopien      |            | Weltleichtathletikverband Regel 163.3b – Bahnübertreten |

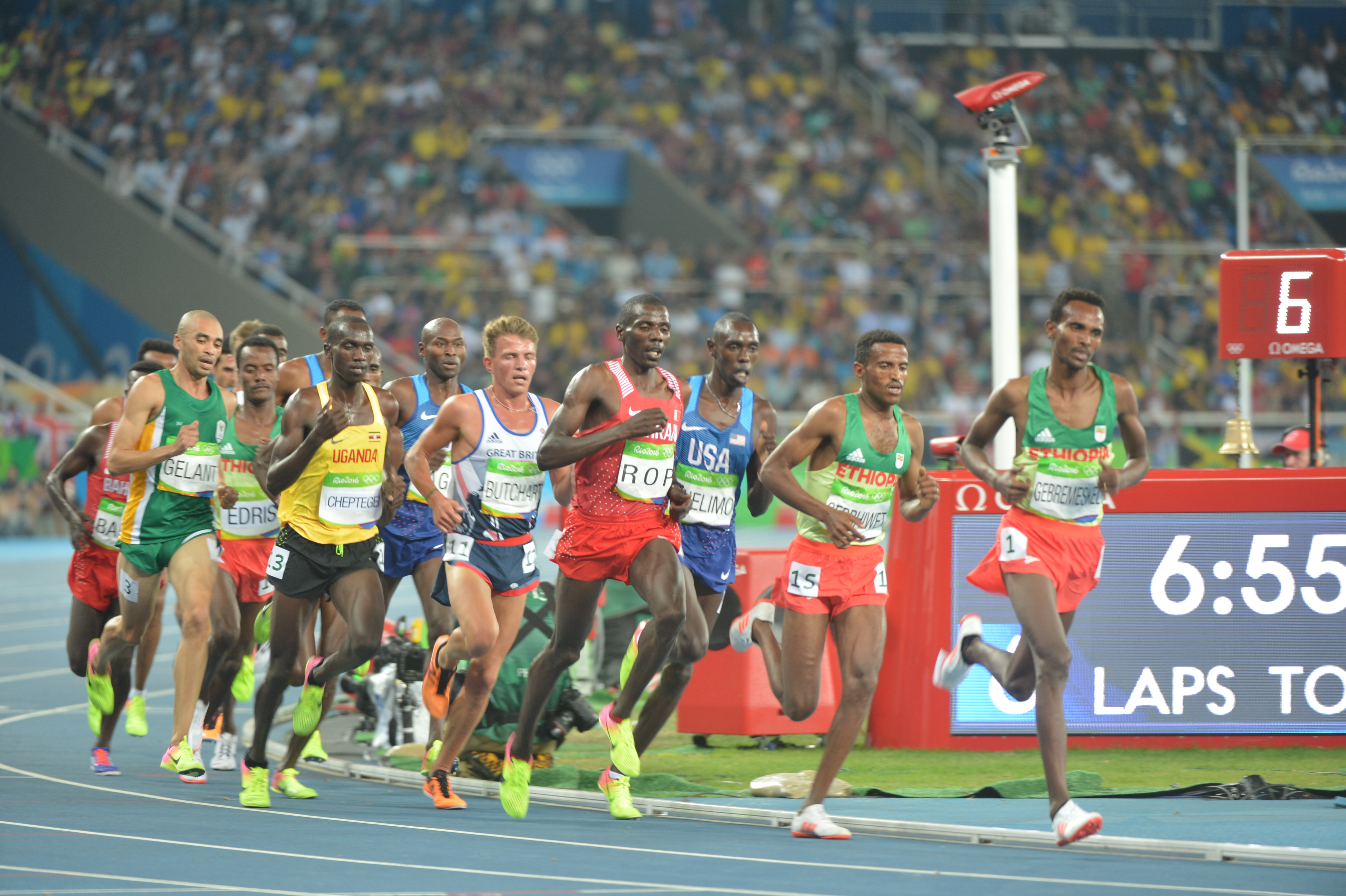
Szene aus dem Finale:
vorne: Hagos Gebremeskel und Mohammed Gebrhiwet, dahinter: Albert Rop, Paul Chelimo, Andrew Butchart und Joshua Cheptegei, "es folgten:" Bernard Lagat, Elroy Gelant, Muktar Edris und Birhanu Balew

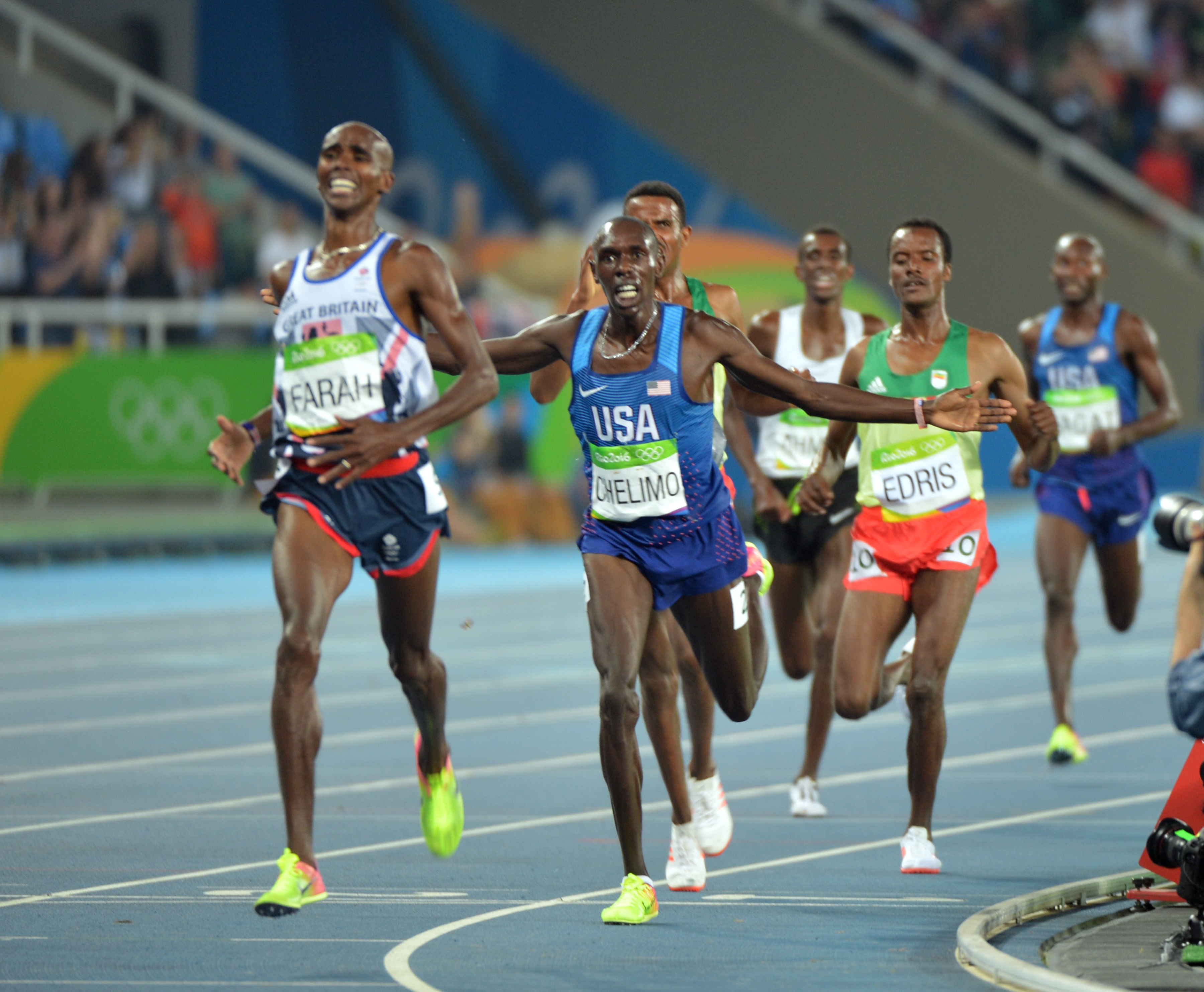
Zieleinlauf:
Mo Farah vor Paul Chelimo, der Drittplatzierte Hagos Gebrhiwet (von Chelimo verdeckt), dahinter: Muktar Edris, Mohammed Ahmed und Bernard Lagat

Qualifiziert hatten sich jeweils alle drei US-Amerikaner und Äthiopier. Hinzu kamen je zwei Teilnehmer aus Großbritannien und Bahrain. Komplettiert wurde das Finalfeld durch je einen Athleten aus Australien, Eritrea, Kanada, Peru, Südafrika und Uganda.
Der britische Olympiasieger von 2012 Mo Farah war der Favorit. Der amtierende Weltmeister, Doppelolympiasieger 2012 von über 5000 und 10.000 Meter, hier in Rio bereits Olympiasieger über 10.000 Meter, hatte die Chance, es dem Finnen Lasse Virén gleichzutun und dessen Doppelsieg von 1972 in München und 1976 in Montreal zu wiederholen. Starke Gegner hatte Farah in den Äthiopiern, allen voran dem Silbermedaillengewinner von 2012, Dejen Gebremeskel. Erstmals seit 1980 war Kenia im Endlauf nicht vertreten. Allerdings nahmen drei gebürtige Kenianer teil, die für andere Nationen starteten: Paul Chelimo und Bernard Lagat für die USA sowie Albert Rop für Bahrain.
Im Finalrennen übernahmen anfangs Gebremeskel und Hagos Gebrhiwet, ein weiterer Äthiopier, die Spitze, während sich Farah wie gewohnt im hinteren Teil des Feldes aufhielt. Das Tempo war von Beginn an hoch, die ersten beiden 1000-Meter-Abschnitte wurden jeweils deutlich unter 2:40 min zurückgelegt. Entsprechend auseinandergezogen war das Läuferfeld, aber es blieb noch über eine längere Zeit eine größere Führungsgruppe zusammen. Der dritte und vierte Kilometer waren mit Zeiten von jeweils knapp über 2:40 min nicht mehr ganz so schnell. Fünfeinhalb Runden vor Schluss übernahm Chelimo die Führung und versuchte, die Gruppe zu sprengen. Gebrhiwet fiel zurück, Farah löste den US-Amerikaner an der Spitze ab. Mit Farah, Chelimo, dem Kanadier Mohammed Ahmed, Gebrhiwet, dem US-Amerikaner Bernard Lagat, Joshua Cheptegei aus Uganda und Albert Rop aus Bahrain waren in der vorletzten Runde noch sieben Läufer zusammen. Hinter ihnen hatte sich der Äthiopier Muktar Edris platziert.
Anderthalb Runden vor Schluss startete Cheptegei einen Angriff, das Rennen wurde jetzt richtig schnell. In der Spitzengruppe gab es kurz vor Beginn der letzten Runde eine Kollision zwischen den Äthiopiern Edris und Gebrhiwet, ohne dass jedoch jemand zu Fall kam. Gebrhiwet hielt Anschluss an die Gruppe, während Edris abreißen lassen musste. Gebrhiwet ging als Führender in die letzte Runde, Farah lief direkt neben ihm. Dicht dahinter folgten Chelimo und Cheptegei, der allerdings nun Schwierigkeiten bekam. Auf der Gegengeraden attackierte Gebrhiwet den Briten und versuchte, außen an ihm vorbeizuziehen. Doch Farah konterte und ging als Führender auf die Zielgerade und löste sich von seinen Konkurrenten. Gebrhiwet musste nun auch Chelimo passieren lassen. Mohamed Farah war wie so oft der Läufer mit dem besten Schlussspurt und machte seinen zweiten Doppelerfolg über die beiden Bahn-Langstrecken nach 2012 perfekt. Paul Chelimo gewann die Silbermedaille vor Hagos Gebrhiwet. Dahinter platzierten sich Mohammed Ahmed, Bernard Lagat und der Brite Andrew Butchart. Muktar Edris kam als Vierter ins Ziel, wurde jedoch später wegen Übertretens der Bahninnenkante disqualifiziert.

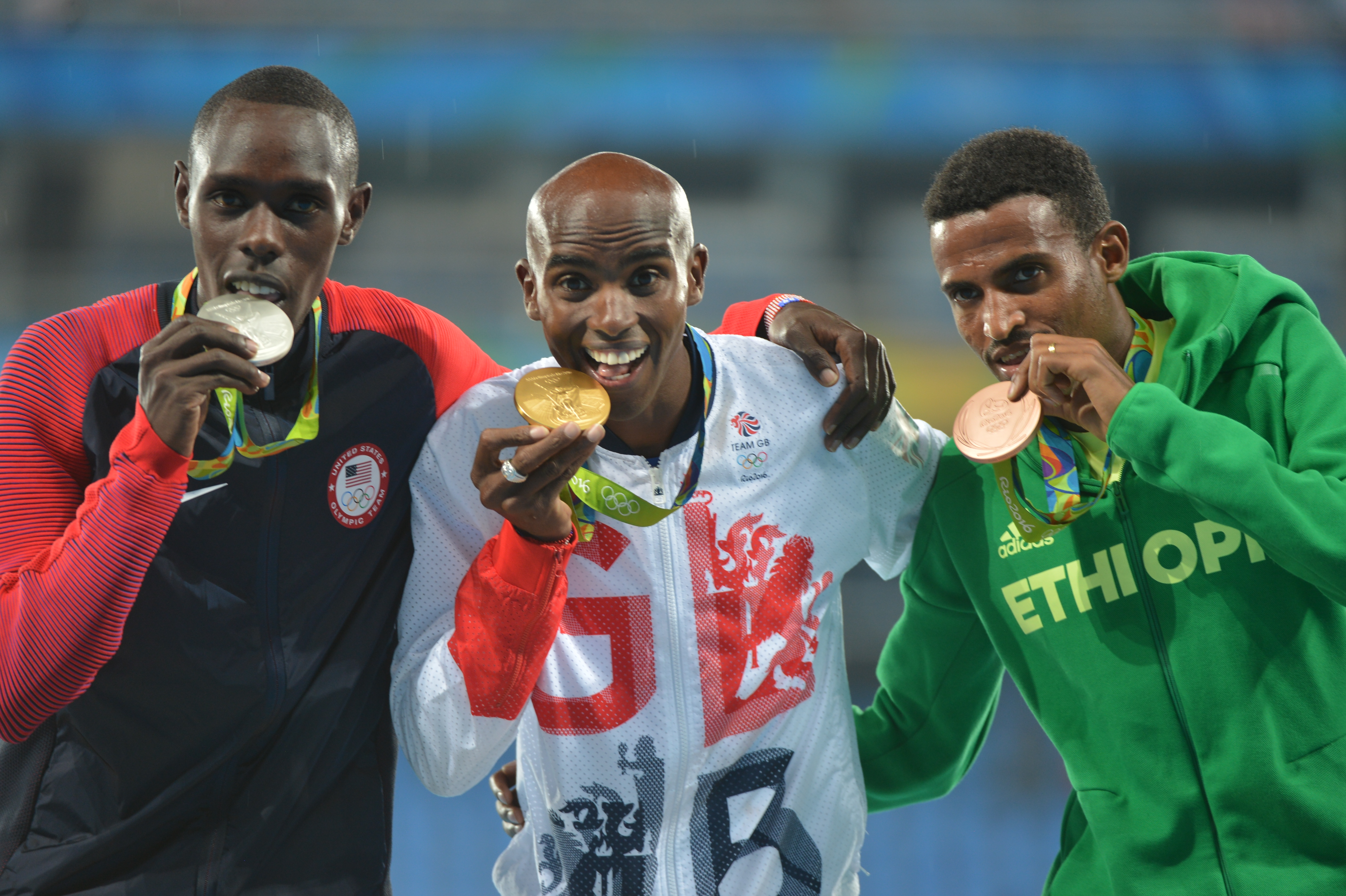
Die Medaillengewinner: Paul Chelimo (links, Silber) / Mo Farah (Mitte, Gold) / Hagos Gebrhiwet (rechts, Bronze)
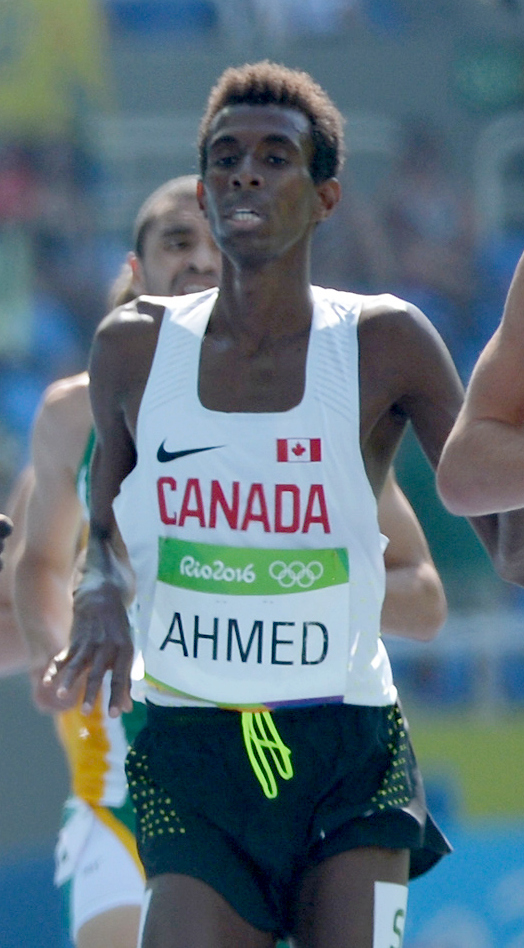
Mohammed Ahmed belegte Rang vier
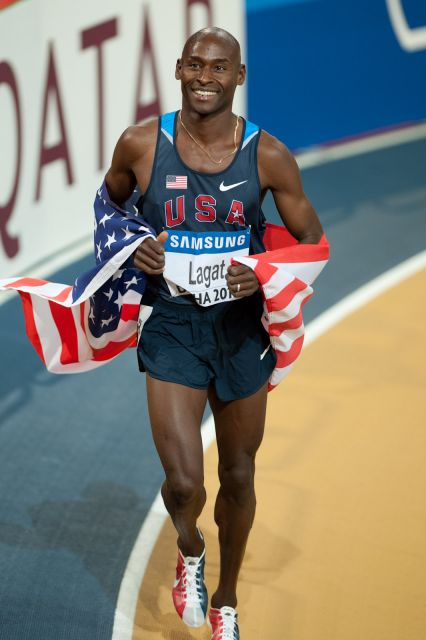
Der Olympiafünfte Bernard Lagat
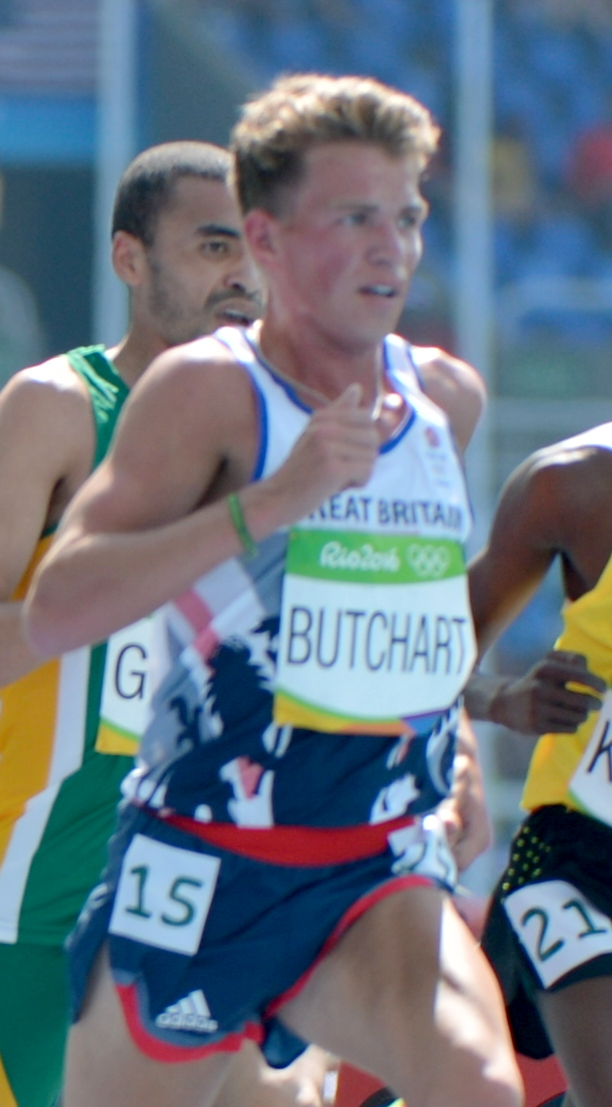
Andrew Butchart erreichte Platz sechs
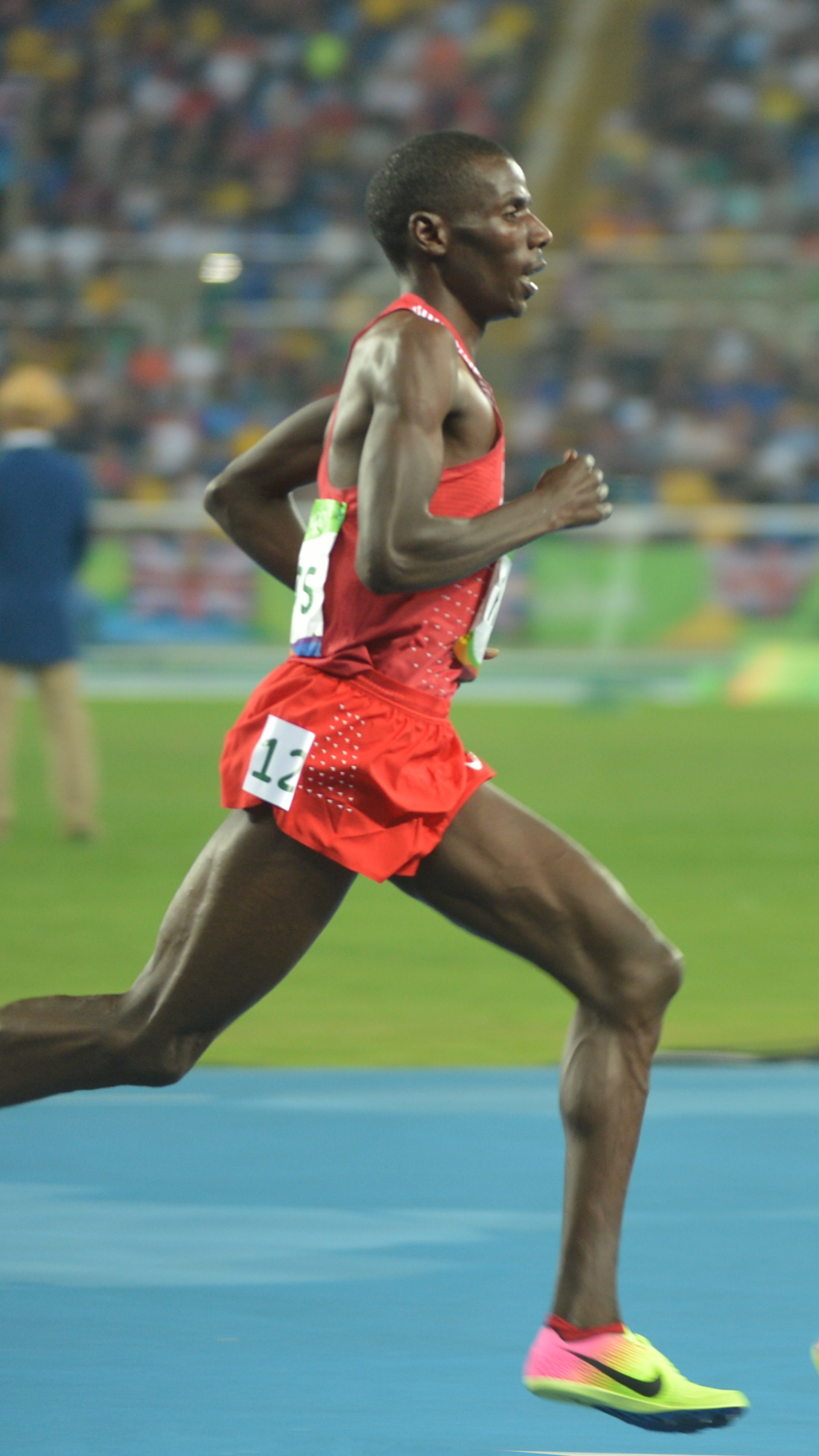
Albert Rop – Platz sieben
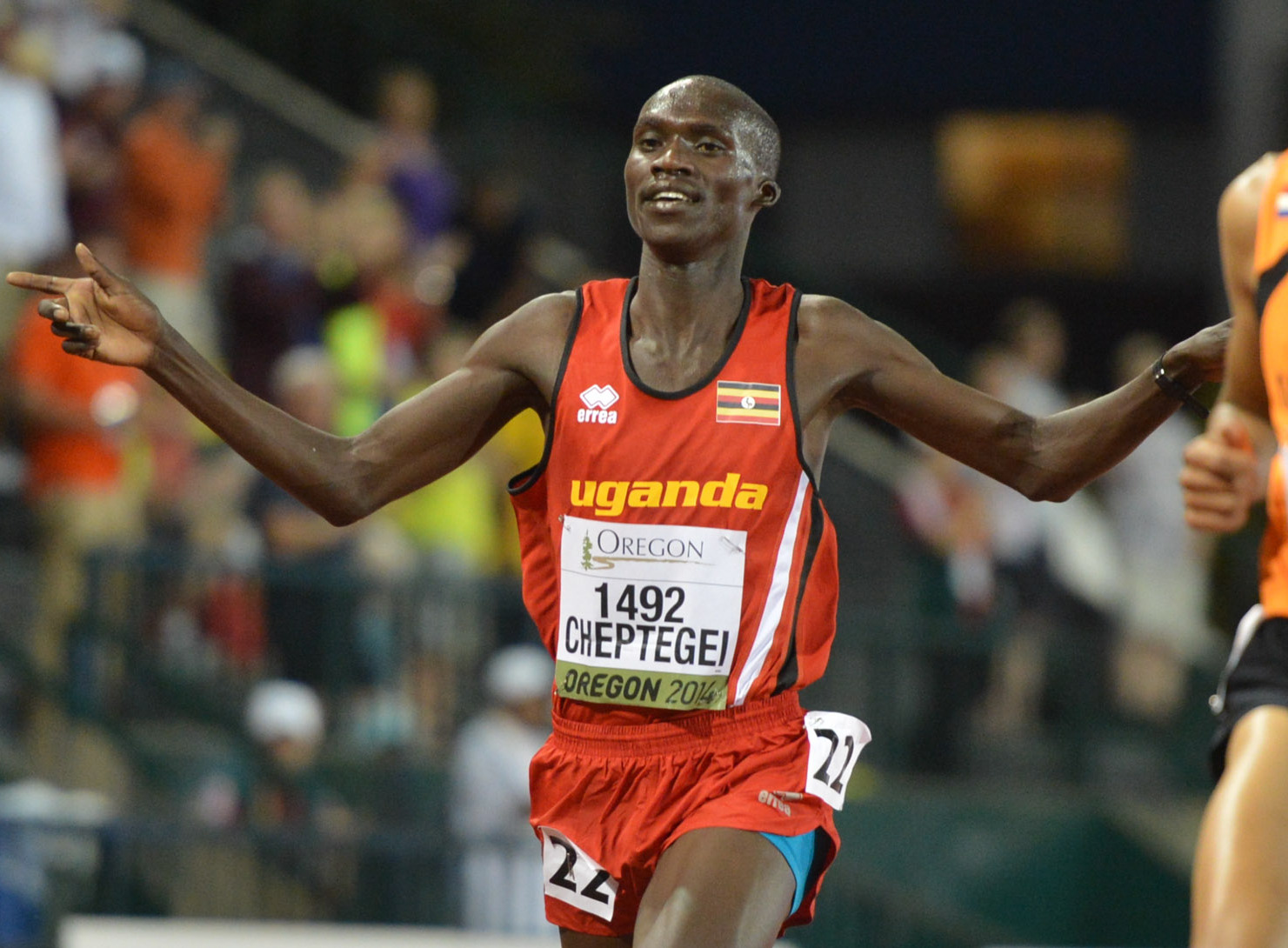
Rang acht für Joshua Cheptegei
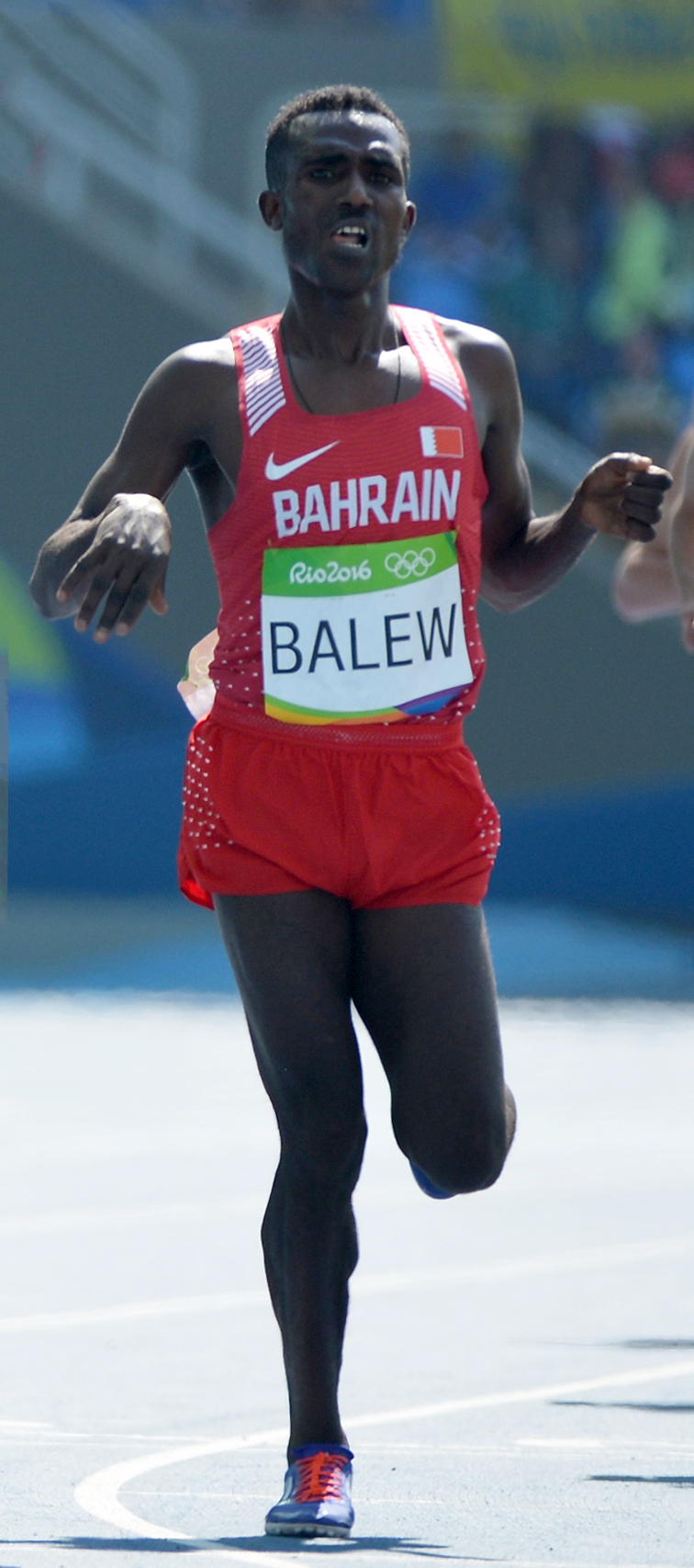
Birhanu Balew – Rang neun
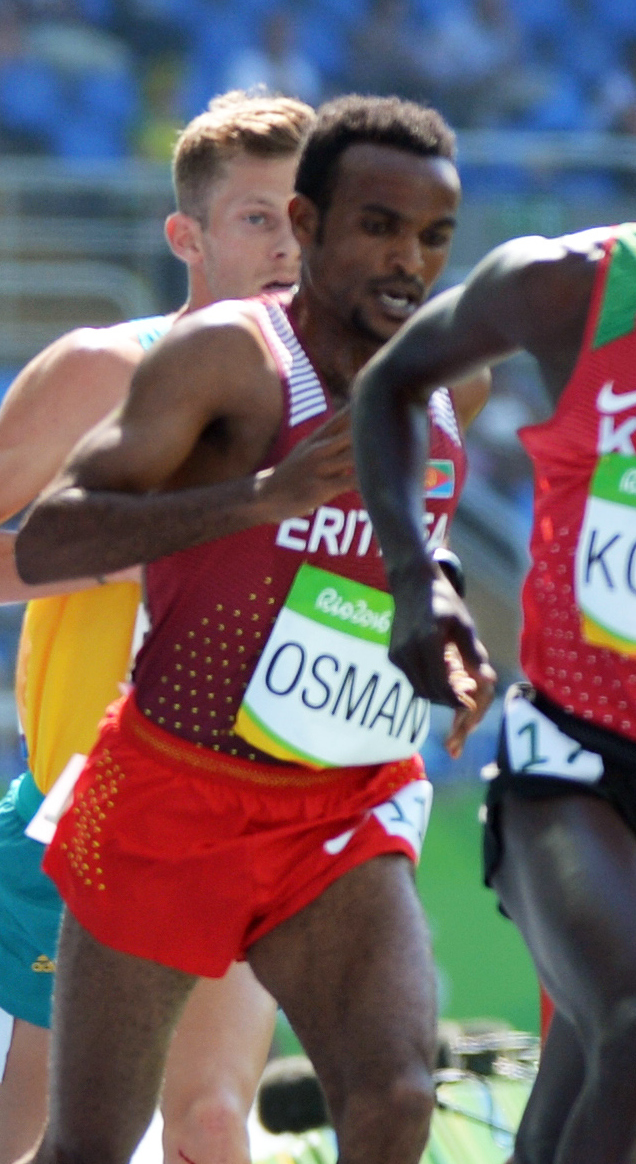
Abrar Osman – Rang zehn
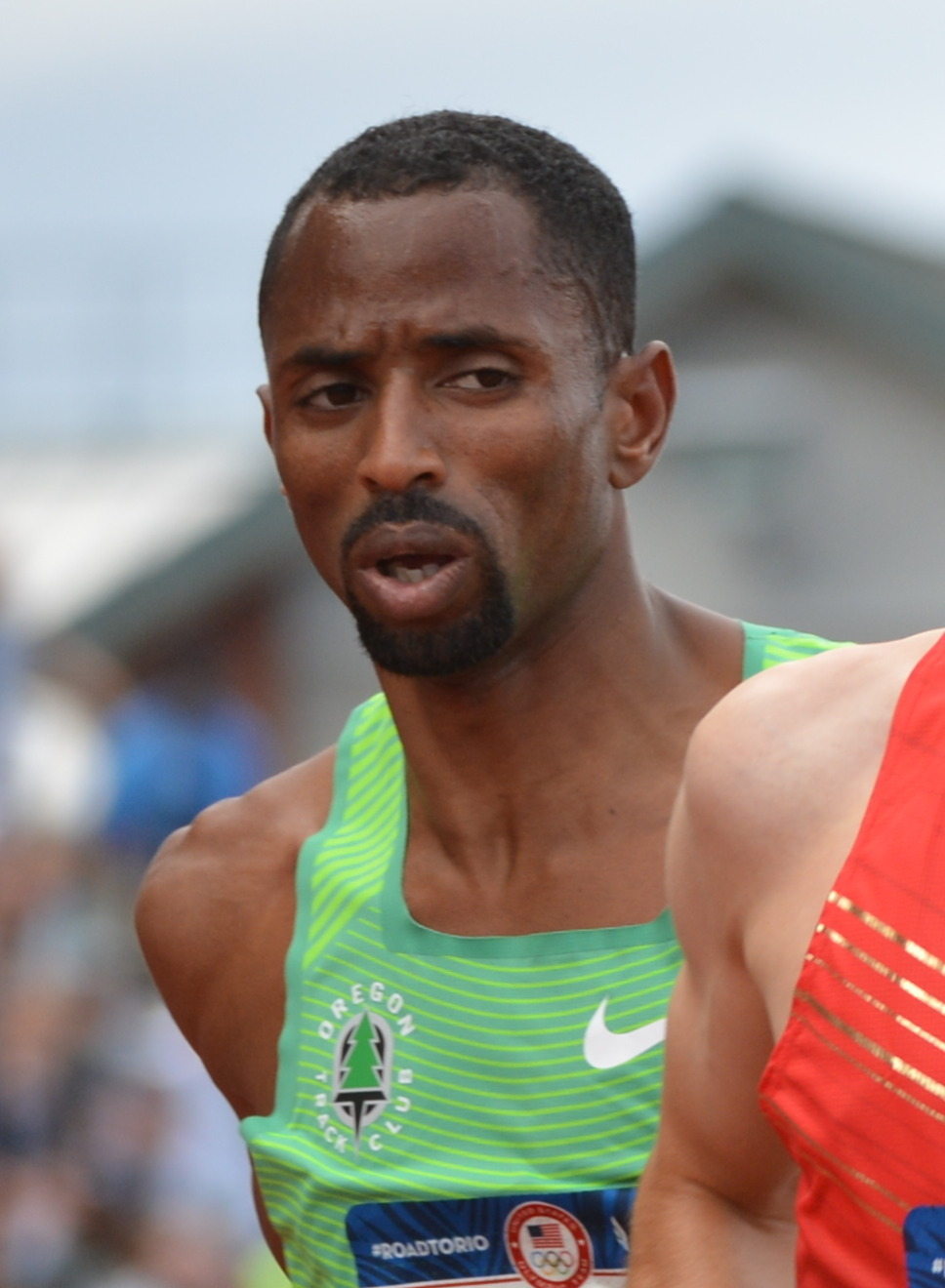
Hassan Mead belegte den elften Platz
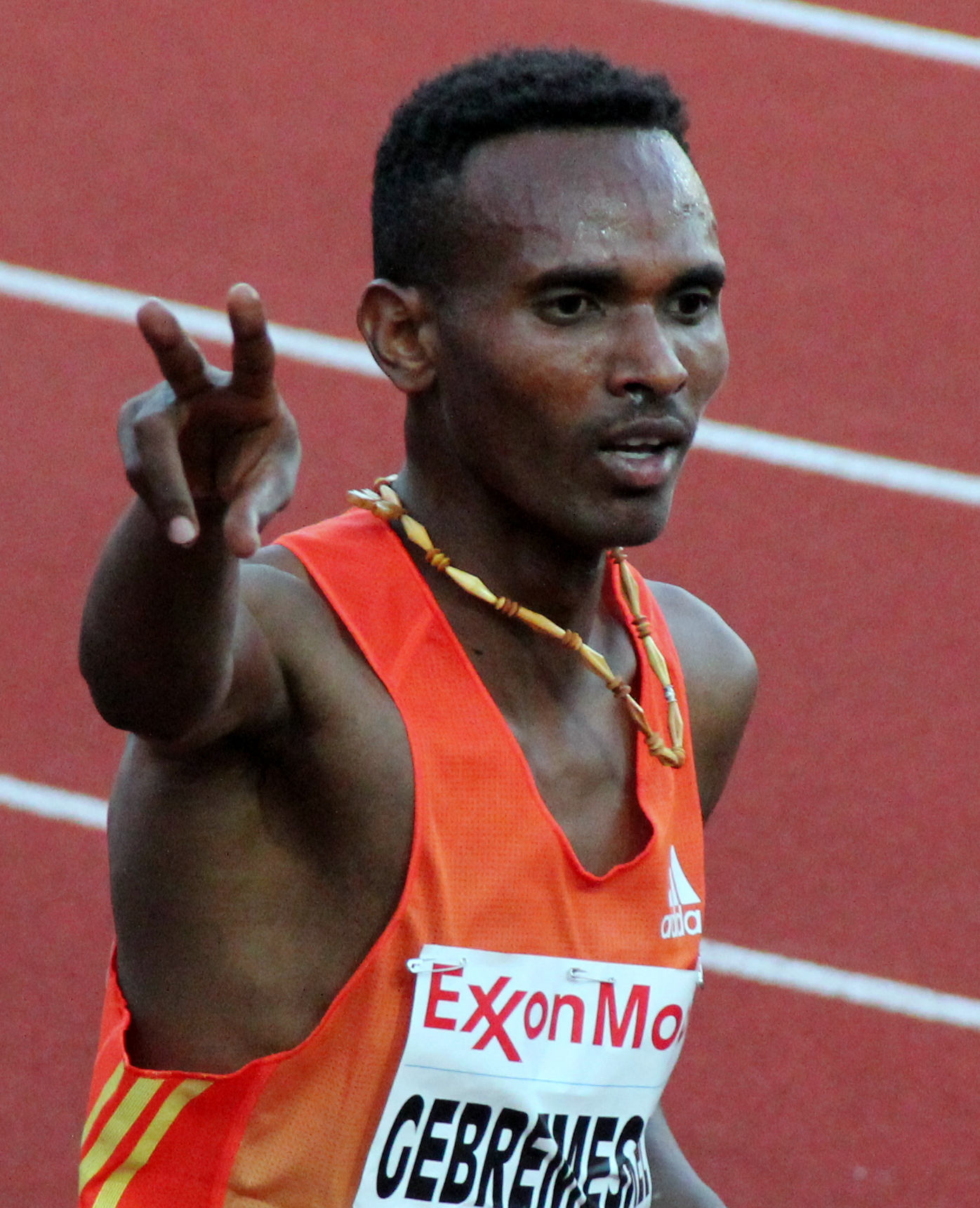
Der Olympiazwölfte Dejen Gebremeskel
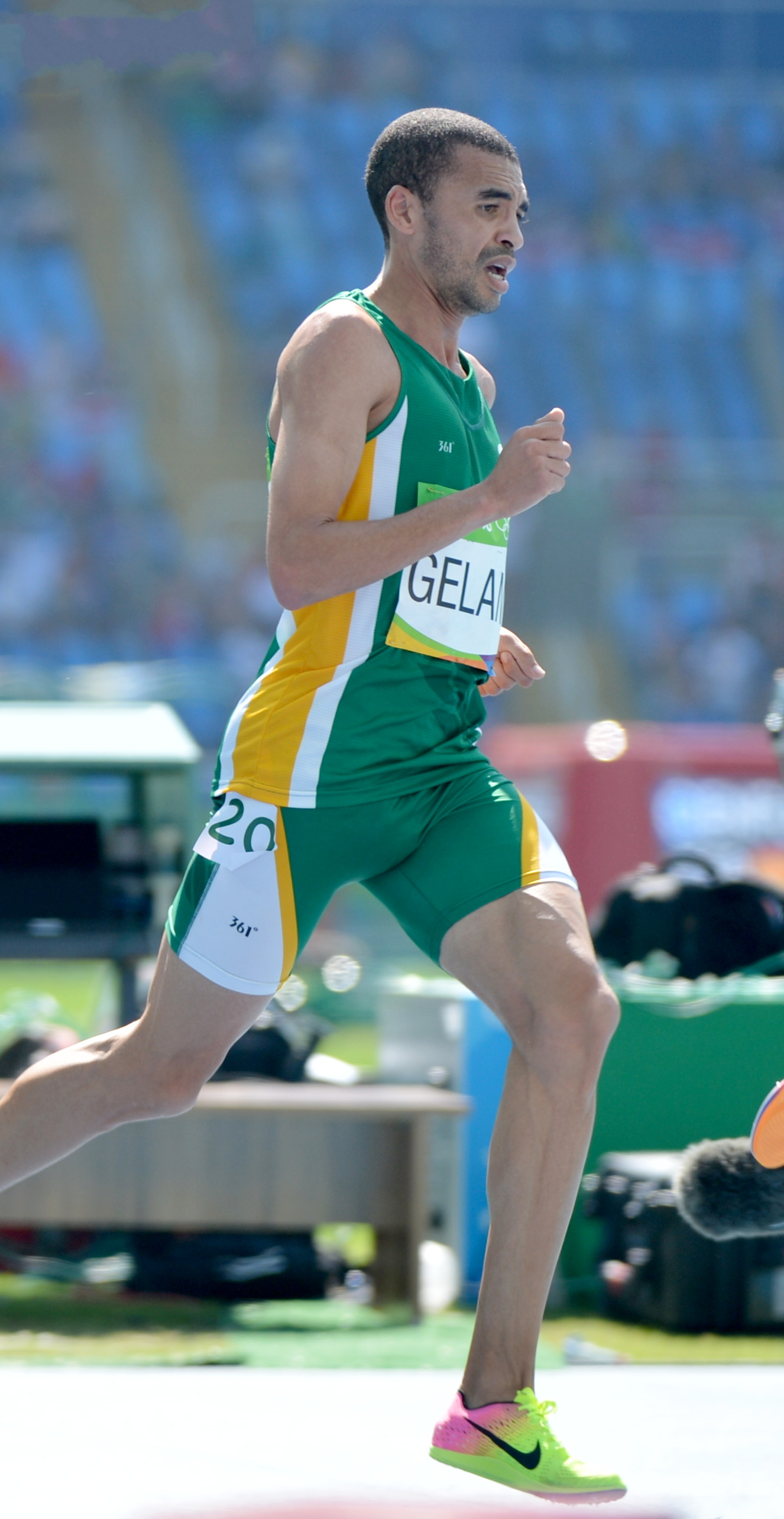
Elroy Gelant kam auf den dreizehnten Rang
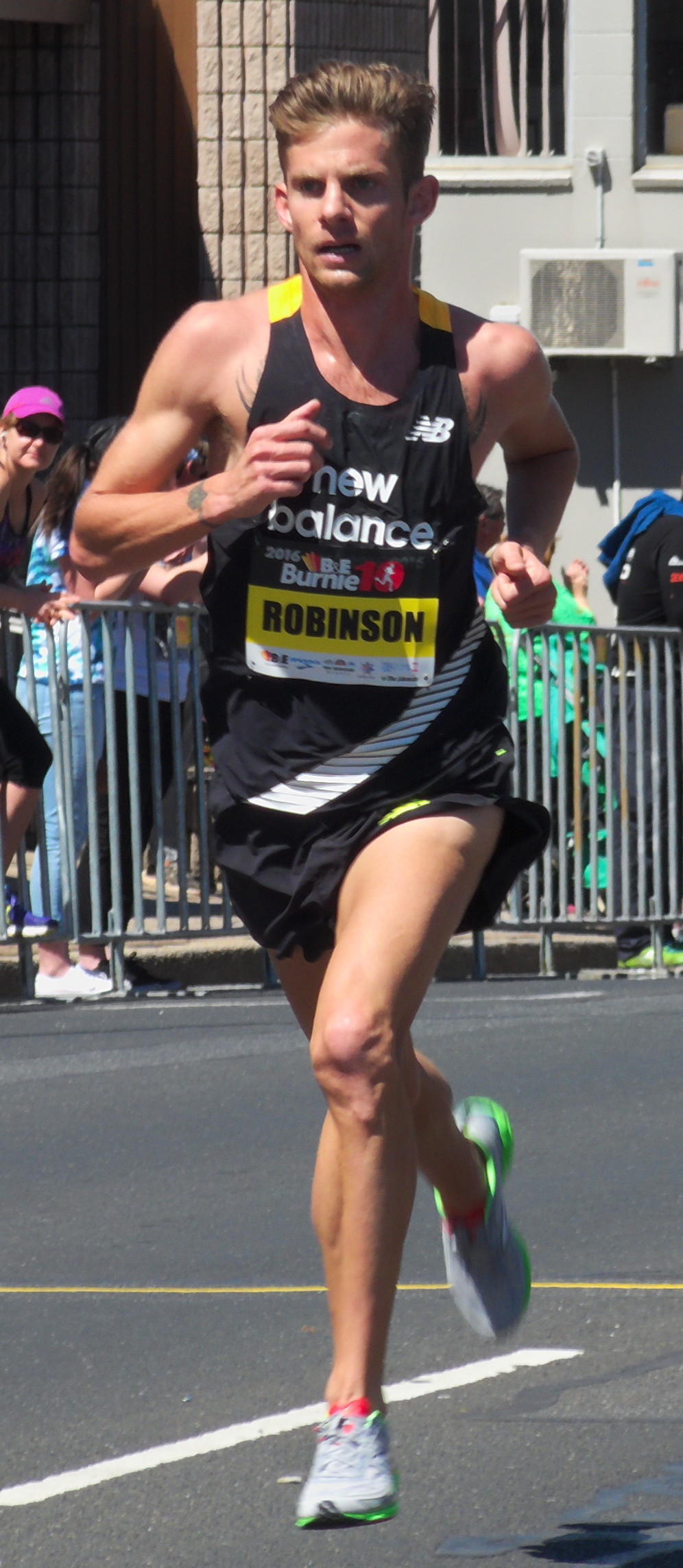
Brett Robinson – Rang vierzehn
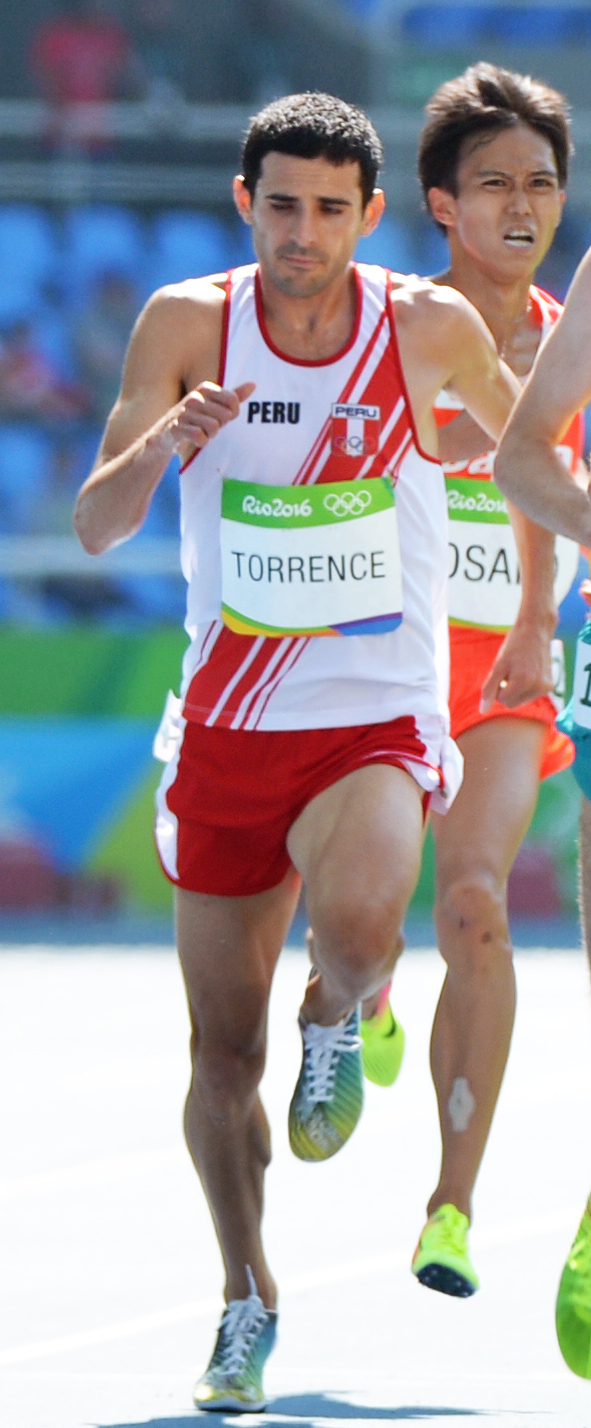
Platz fünfzehn für David Torrence

## Videolinks
- Mo Farah Wins Men's 5000m Gold - London 2012 Olympics, youtube.com, abgerufen am 28. April 2022
- Mo Farah: My Rio Highlights, Bereich 1:10 min bis 2:23 min. youtube.com, abgerufen am 28. April 2022